# Tangeri

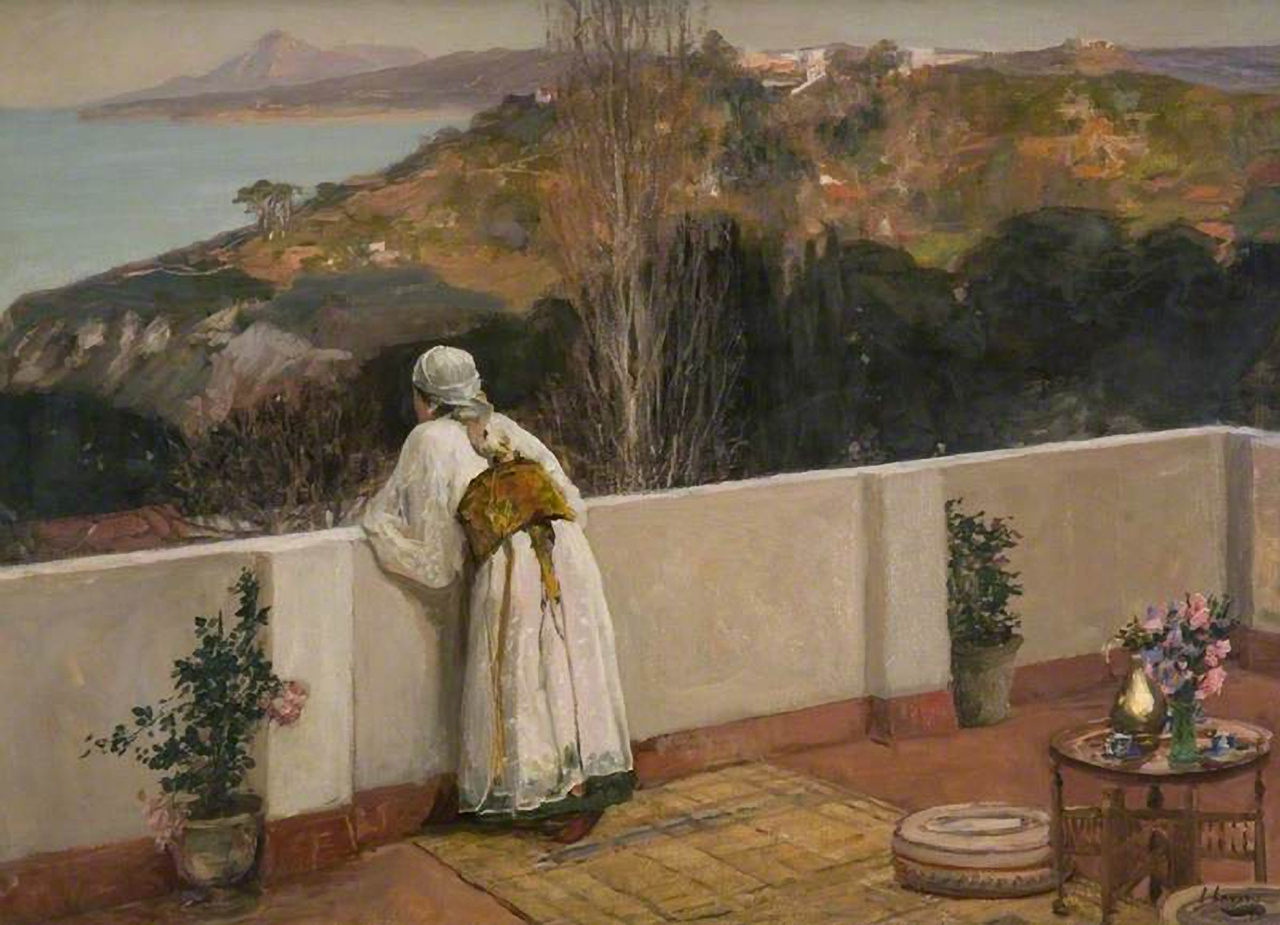
Evening, Tangiers 1906

Tangeri (pron. /ˈtanʤeri/; in arabo طنجة‎?, Ṭanǧa; in berbero: ⵜⴰⵏⵊⴰ; in francese: Tanger; in spagnolo: Tánger) è una città portuale del Marocco settentrionale. Il suo nome deriverebbe da una corruzione del toponimo latino Tingis, di probabile origine berbera.
Posizionato di fronte allo Stretto di Gibilterra, il suo porto è il maggiore del paese e la sua attività è in forte espansione, a seguito della costruzione dell'infrastruttura portuale denominata Tangeri Med.

## Storia
1. Impero portoghese 1471-1661
2. Regno d'Inghilterra 1661-1684
3. Sultanato del Marocco 1684-1912
4. Spagna 1912-1924
5. Zona internazionale di Tangeri 1924-1956
6. Marocco 1956-presente

Tangeri ha una storia antica e ricca, fu città fenicia, cartaginese, romana, e poi vandala, bizantina, araba, portoghese, spagnola e britannica.
La città fu conquistata dai Romani contro Cartagine nel 146 a.C., al termine dei conflitti che opposero le due grandi potenze mediterranee. Tangeri divenne colonia nel 38 a.C. durante il secondo triumvirato con il nome di Tingi. Dopo la conquista di Claudio divenne capitale della Mauretania Tingitana.
Nell'VIII secolo d.C. Tangeri divenne musulmana quando il governatore di Ifriqiya, Mūsà b. Nuṣayr, vi nominò come suo rappresentante il berbero Tāriq b. Ziyād.
Nell'area si insediarono poi comunità kharigite e lo Sharīf Idrīs b. ʿAbd Allāh vi fondò un Emirato sciita. Nel XV secolo i Portoghesi occuparono Ceuta (in arabo: Sebta) e nel 1471 Tangeri, dove rimasero fino al 1662, anno in cui gli Inglesi occuparono la città in quanto bene dotale di Caterina di Braganza, andata sposa a re Carlo II Stuart.

### Nel sultanato (1684-1912)
Nel XVII secolo si verificano tumulti ad opera della popolazione musulmana, guidati da al-Khadir Ghaylan dei Banu Jurfat. Solo nel 1684 però, con l'arrivo della dinastia alawita, Tangeri viene riconquistata dal sultanato marocchino, per opera del sultano Mawlāy Ismāʿīl (1672-1727).
Nel XIX secolo la città conobbe una crescente fortuna commerciale. Nel 1856 un Trattato anglo-marocchino vietò i monopoli di Stato che fino ad allora ne avevano frenato lo slancio economico e finanziario. La popolazione passò dai 5.000 abitanti degli inizi del secolo ai 20.000 del 1878, un quinto dei quali di religione ebraica. Giuseppe Garibaldi visse in esilio a Tangeri tra la fine del 1849 e la prima metà del 1850, a seguito della fallita impresa di dar vita alla Repubblica Romana.
La posizione geografica della città la rese centro di una rivalità diplomatica e commerciale tra le potenze europee tra la fine del XIX e l'inizio del XX secolo. All'inizio del XX secolo, la popolazione di Tangeri ammontava a 40.000 persone, di cui 20.000 musulmani, 10.000 ebrei e 9.000 europei (di cui 7.500 spagnoli).
Nel 1903-04 lo Sharīf Aḥmad al-Raysūnīi s'impadronì di alcuni cittadini occidentali e nel 1905 il Kaiser Guglielmo II inviò una piccola squadra navale, con l'incrociatore Panther, sbarcando le sue truppe per proteggere gli interessi tedeschi in città (la cosiddetta "crisi di Tangeri").

### Spagna (1912-1923)
Nel 1912, con la soluzione della seconda crisi marocchina, fu stabilito che Tangeri fosse sottoposta a regime internazionale, ma prima di ciò fu sotto il governo della Spagna.

### Città internazionale (1923-1956)
L'effettiva applicazione della Zona internazionale di Tangeri iniziò peraltro solo nel 1923 (Protocollo di Tangeri), e durò fino all'indipendenza del Marocco nel 1956. Esso comportava per Tangeri la neutralità politica e militare, la totale libertà di impresa e l'amministrazione internazionale sotto il governo di una commissione internazionale composta da Francia, Gran Bretagna e Spagna, cui si aggiunsero tra il 1928 e il 1929 anche l'Italia, il Portogallo il Belgio, i Paesi Bassi, la Svezia e gli Stati Uniti.
Il 4 novembre 1940, dopo aver attraversato lo stretto di Gibilterra, braccati da due cacciatorpediniere del Regno Unito, trovarono rifugio nel porto di Tangeri i due sommergibili italiani Michele Bianchi e Benedetto Brin. Già territorio internazionale, tre mesi prima Tangeri era stata occupata dall'esercito spagnolo. Tornò allo status di città internazionale nell'ottobre 1945. In tutto questo periodo l'economia crebbe vertiginosamente e Tangeri contava nel 1950 migliaia di società anonime e 85 banche, impegnate nel commercio e negli affari finanziari, mentre la popolazione si quadruplicava e gli europei (specialmente spagnoli) diventavano circa 31.000, a fronte di 40.000 musulmani e 15.000 ebrei.

### Il ritorno nel Marocco (1956-presente)
Nell'ottobre 1956 viene dichiarato il ritorno della città al Marocco, qualche mese prima diventato regno indipendente, che avviene definitivamente il 18 aprile 1960, quando le truppe marocchine entrano in città.

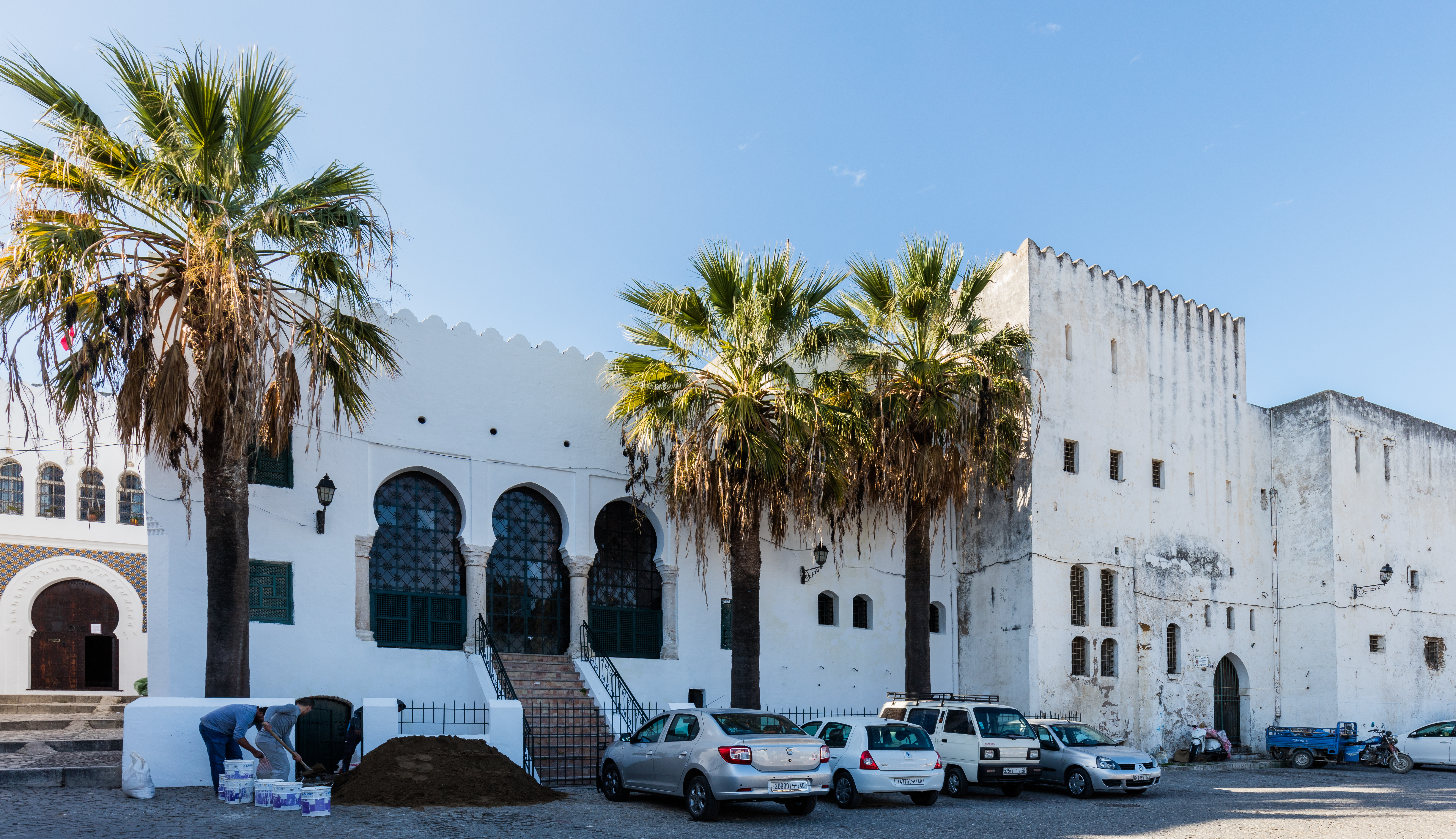

## Società
Tangeri è una città con una significativa diaspora nel mondo, in particolare nel sud della Spagna e nel Benelux. Gran parte della popolazione è originaria del Rif. Tangeri è quindi allo stesso tempo una città andalusa, jeblia e rifiana, grazie ai legami storici che ha instaurato con i due gruppi etnici che abitano il Rif, ovvero gli Jbalas e i Rifiani. Tangeri ha vissuto un'incredibile immigrazione dai Rifiani durante il XIX e il XX secolo. Quest'ultimi costituivano più di un quarto della popolazione di Tangeri nel 1957, secondo una stima di D. M. Hart. Anche gli Jbalas costituiscono una parte molto significativa della popolazione di Tangeri. Infine, da diversi decenni, una numerosa popolazione proveniente da altre regioni del Marocco è arrivata a Tangeri per lavorare e continua a farlo.

## Cultura

### Istruzione
Come in altre città, a Tangeri vi è un gran numero di scuole, pubbliche e private, che consentono percorsi didattici molto specifici o personalizzati a chi ha la necessità o le possibilità economiche.

### Film girati a Tangeri
Tangeri, città dalle mille sfaccettature, ha ispirato molti registi e ha fatto da sfondo a numerose pellicole. Tra i film d'autore si segnalano Prick Up - L'importanza di essere Joe di Stephen Frears del 1987, Le festin nu di David Cronenberg (adattato dal libro omonimo di William S. Burroughs) del 1991, Il tè nel deserto di Bernardo Bertolucci (basato sul romanzo omonimo di Paul Bowles, con Debra Winger e John Malkovich) del 1990, Ultima estate a Tangeri di Alexandre Arcady con Roger Hanin e Thierry Lhermitte del 1987, Catch the Wind di Gaël Morel con Sandrine Bonnaire del 2017, e il superbamente poetico Solo gli amanti sopravvivono di Jim Jarmusch.
Il National Film Festival si è tenuto lì per la quarta volta nel 1995 e vi si tiene dalla sua ottava edizione nel 2005.

## Geografia fisica
Inizialmente insediatasi sulla collina della kasbah, la città di Tangeri si estese gradualmente sui massicci che la costeggiavano a ovest verso Capo Spartel (altopiano di Marshan, Montagna Vecchia) e poi, lungo la spiaggia, verso Capo Malabata. Nonostante questi rilievi, il suo sito non presenta una rete idrografica significativa.

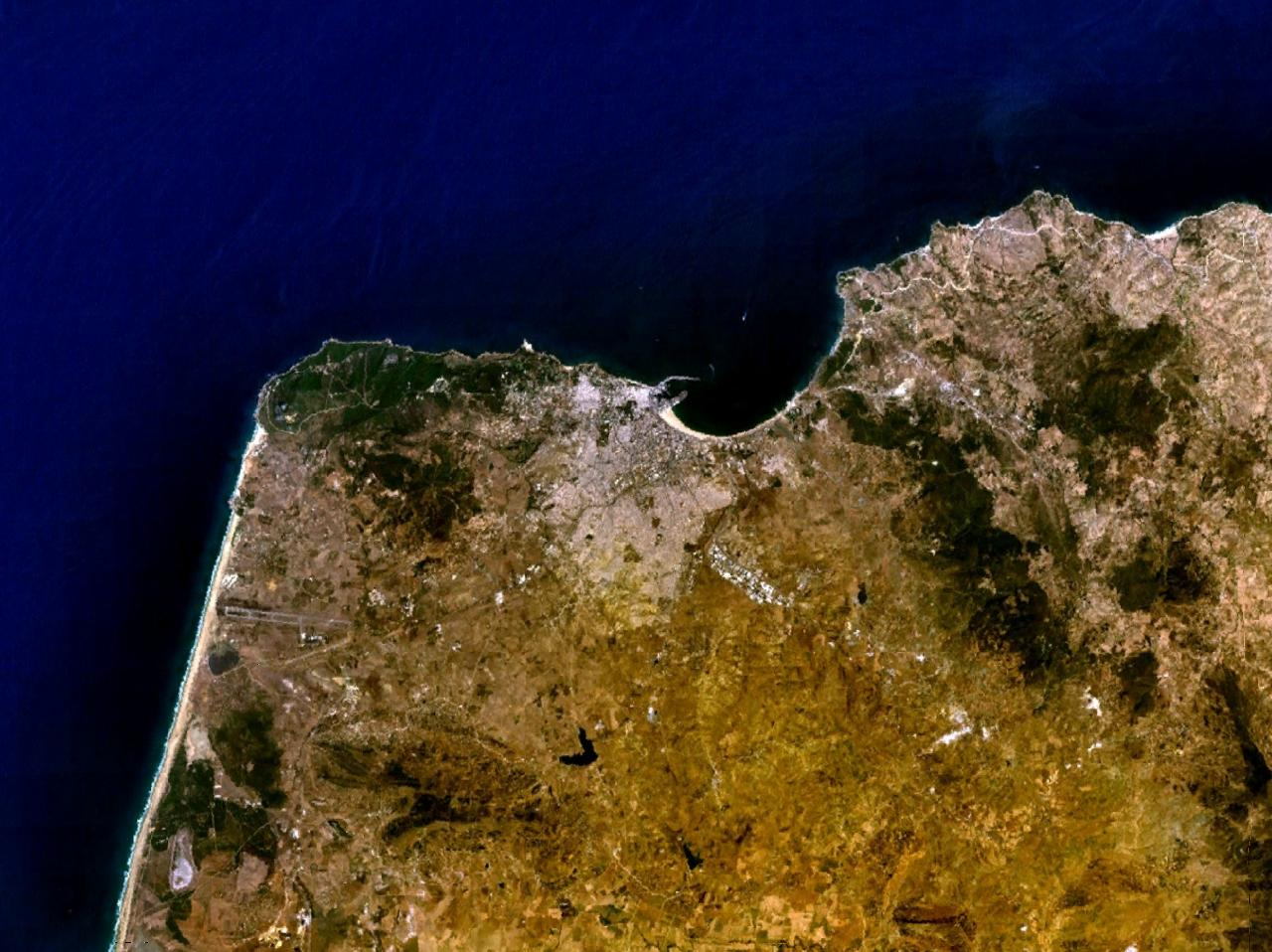
Vista satellitare.
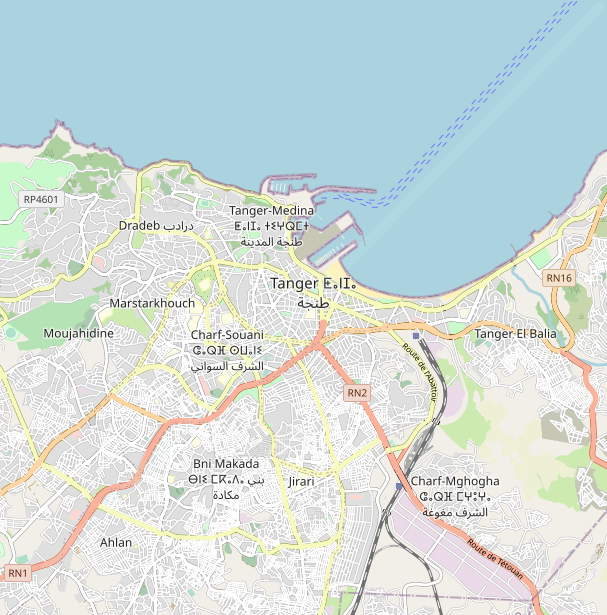
Carta OpenStreetMap.

### Territorio
Tangeri si trova nella baia omonima, aperta sull'estremità occidentale dello stretto di Gibilterra, a circa 15 km dalle coste spagnole, ai margini del massiccio montuoso del Rif. Il porto della città è la principale destinazione delle navi passeggeri provenienti dall'Europa. Tangeri è, di conseguenza, uno dei punti di passaggio dei viaggiatori che si spostano tra l'Europa e l'Africa.

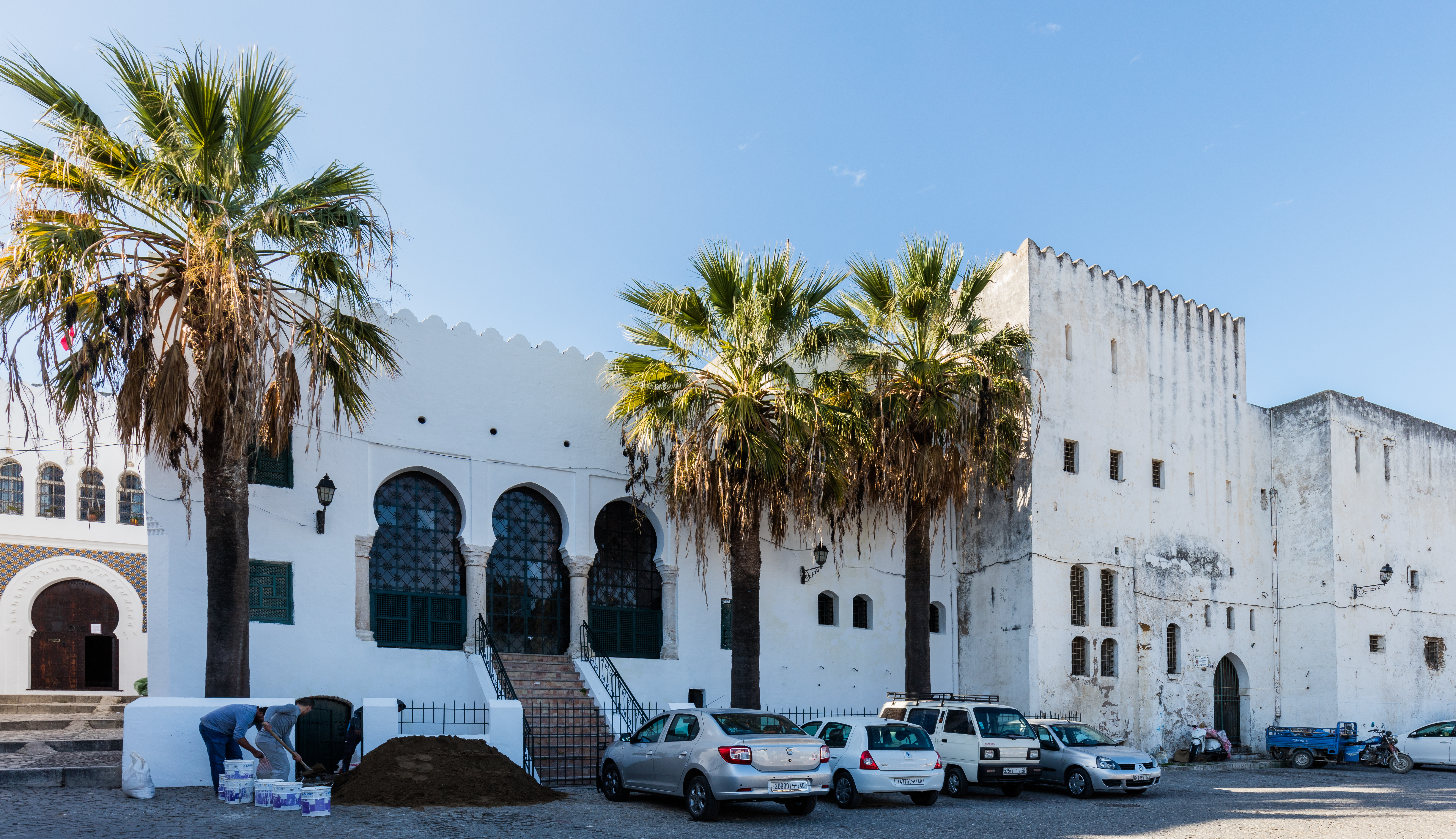

### Clima
Il clima di Tangeri è mediterraneo, mitigato dalle influenze oceaniche. Autunno, inverno e primavera sono miti, persino freschi (18 °C di giorno e 7 °C di notte in media) e piuttosto umidi. Le stagioni intermedie sono moderatamente piovose. L'estate è molto secca con temperature relativamente moderate (30 °C di giorno).
Le precipitazioni variano generalmente dai 600 ai 1.000 mm all'anno. Tuttavia, la città è spesso soggetta a perturbazioni meteorologiche: da metà ottobre a inizio maggio, possono verificarsi facilmente forti venti, violenti temporali e piogge torrenziali.
In estate, un vento caldo proveniente dal Sahara, lo scirocco, comunemente noto in Marocco come "chergui", aumenta bruscamente la temperatura e secca l'atmosfera, poiché proviene da est.

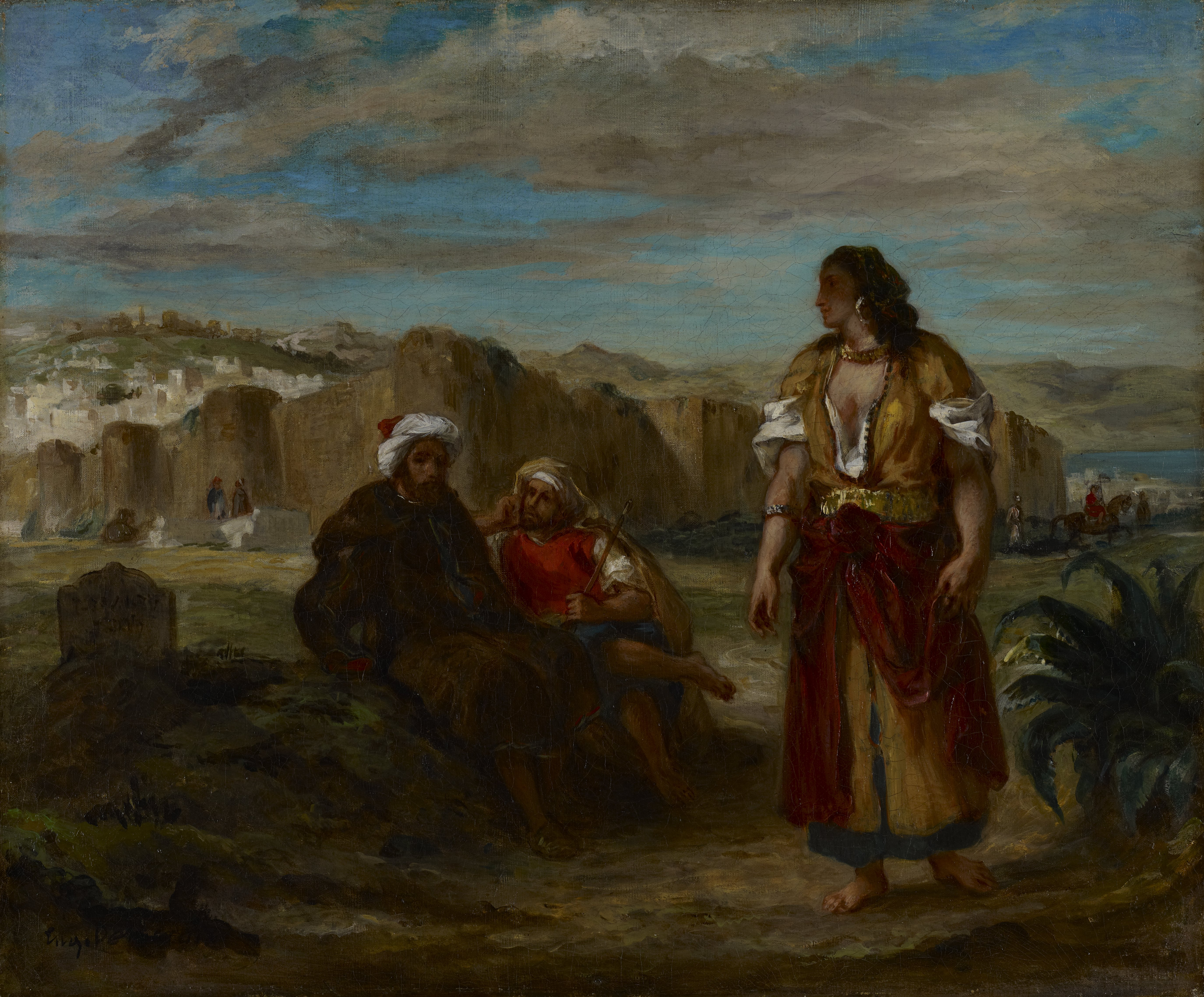
Eugène Delacroix - Vue de Tanger. tra il 1852 e il 1853

I record registrati nella regione sono i seguenti: Temperatura minima: -4,2 °C (28 gennaio 2005); Temperatura massima: 43,5 °C (1 agosto 2003); Precipitazioni: 200 mm di pioggia temporalesca registrati in un giorno (23 novembre 2008).
| Tangeri (1961-1990)          | Mesi  | Mesi  | Mesi  | Mesi  | Mesi  | Mesi  | Mesi  | Mesi  | Mesi  | Mesi  | Mesi  | Mesi  | Stagioni | Stagioni | Stagioni | Stagioni | Anno    |
| Tangeri (1961-1990)          | Gen   | Feb   | Mar   | Apr   | Mag   | Giu   | Lug   | Ago   | Set   | Ott   | Nov   | Dic   | Inv      | Pri      | Est      | Aut      | Anno    |
| ---------------------------- | ----- | ----- | ----- | ----- | ----- | ----- | ----- | ----- | ----- | ----- | ----- | ----- | -------- | -------- | -------- | -------- | ------- |
| T. max. media (°C)           | 16,2  | 16,8  | 17,9  | 19,2  | 21,9  | 24,9  | 28,3  | 28,6  | 27,3  | 23,7  | 19,6  | 17,0  | 16,7     | 19,7     | 27,3     | 23,5     | 21,8    |
| T. min. media (°C)           | 8,4   | 8,8   | 10,1  | 11,2  | 13,4  | 16,2  | 18,7  | 19,1  | 18,3  | 15,6  | 12,2  | 9,5   | 8,9      | 11,6     | 18,0     | 15,4     | 13,5    |
| Precipitazioni (mm)          | 103,5 | 98,7  | 71,8  | 62,2  | 37,3  | 13,9  | 2,1   | 2,5   | 14,9  | 65,1  | 134,6 | 129,3 | 331,5    | 171,3    | 18,5     | 214,6    | 735,9   |
| Giorni di pioggia            | 11,2  | 11,4  | 10,1  | 9,3   | 6,1   | 3,7   | 0,8   | 0,8   | 3,1   | 8,0   | 11,1  | 12,0  | 34,6     | 25,5     | 5,3      | 22,2     | 87,6    |
| Ore di soleggiamento mensili | 170,5 | 169,5 | 232,5 | 252,0 | 297,6 | 306,0 | 344,1 | 331,7 | 276,0 | 238,7 | 180,0 | 167,4 | 507,4    | 782,1    | 981,8    | 694,7    | 2 966,0 |

## Monumenti e luoghi d'interesse
- Dar el Makhzen
- Petit Socco
- Grand Socco
- Rue Es-Siaghine

### Edifici religiosi
- Grande Moschea di Tangeri
- Moschea Sidi Bou Abib
- Chiesa Anglicana di Sant'Andrea
- Chiesa dell'Immacolata Concezione
- Cattedrale di Nostra Signora dell'Assunzione

### Musei
- Museo delle arti e delle antichità marocchine
- Museo dell'Ambasciata americana
- Museo di Arte Contemporanea
- Musée de Carmen-Macein
- Fondation Lorin

## Suddivisioni amministrative

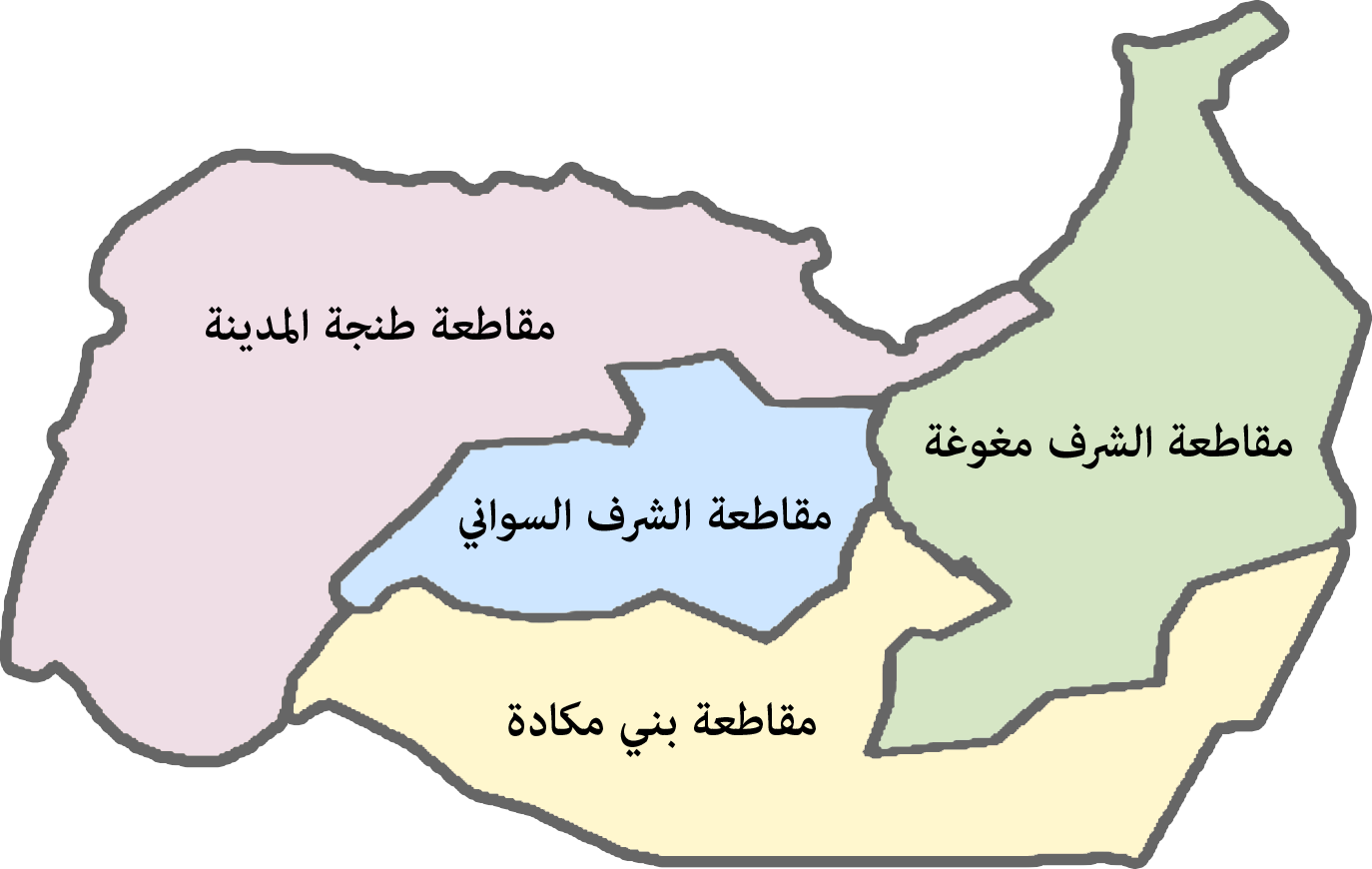

Tangeri è divisa in quattro arrondissements:
1. Tanger-Medina
2. Bni Makada
3. Charf-Souani
4. Charf-Mghogha

## Economia
Secondo polo economico del Marocco dopo Casablanca, Tangeri vanta un settore industriale diversificato, che comprende l'industria tessile, chimica, meccanica, metallurgica e navale. La città attualmente conta quattro zone industriali, due delle quali godono dello status di zona franca: la Zona Franca di Tangeri e la Zona Franca del Porto. L'infrastruttura di Tangeri è altamente sviluppata, e comprende un porto che gestisce sia il flusso di merci che quello di passeggeri (oltre un milione di viaggiatori all'anno) e comprende anche un porto turistico e un porto peschereccio.

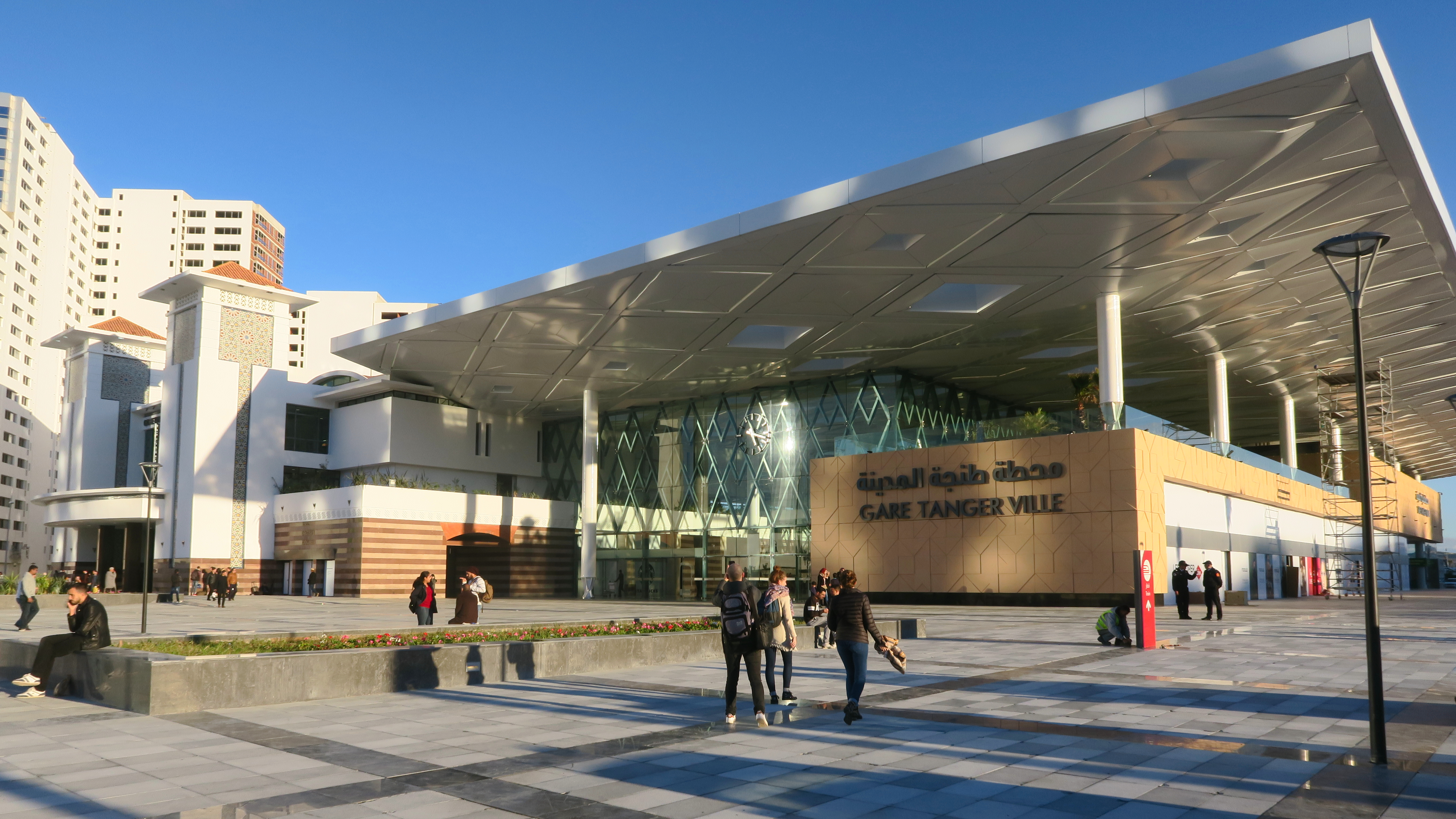
Stazione di Tangeri-Ville.
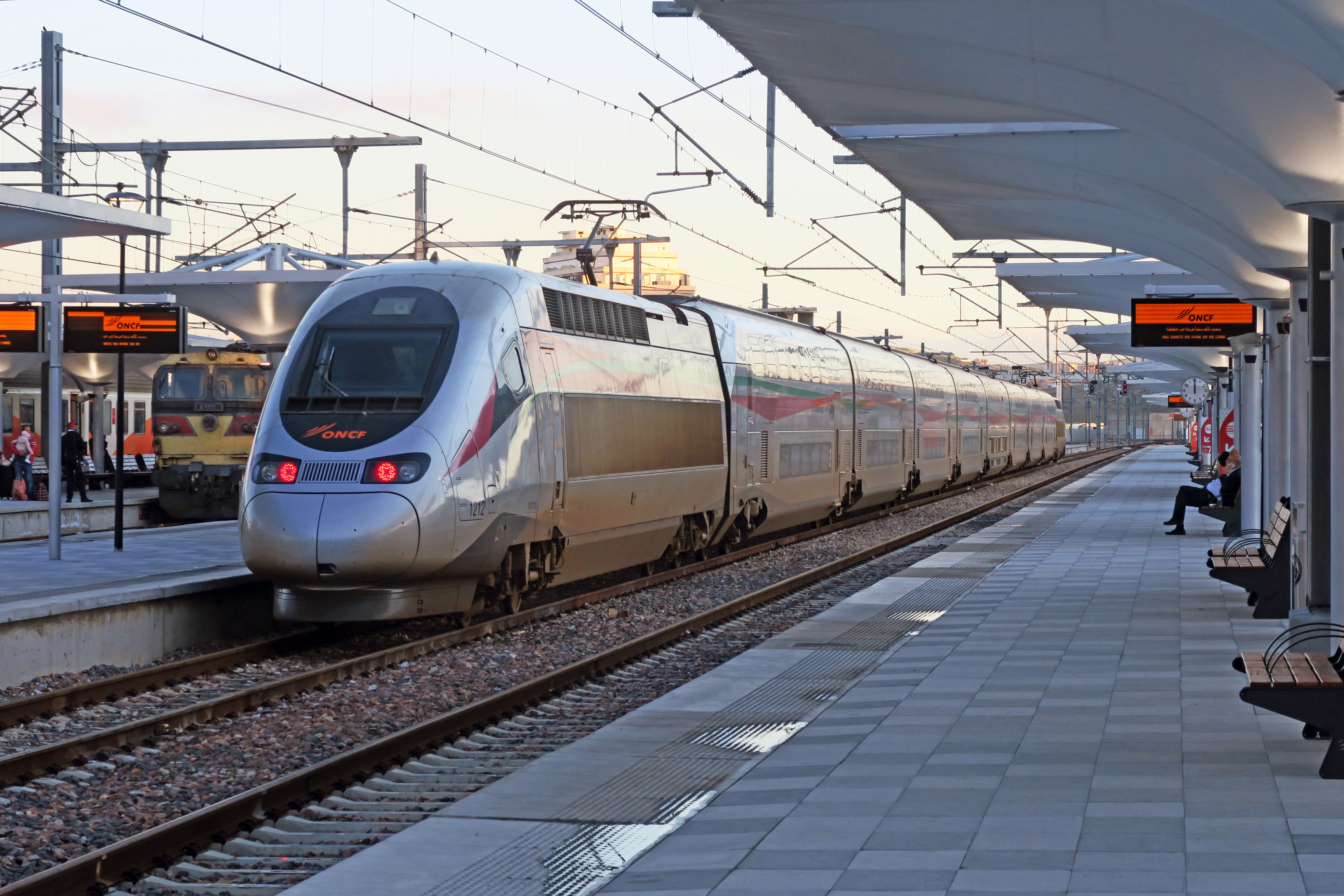
Un treno ad alta velocità Alstom dell'ONCF alla stazione di Tangeri Ville.
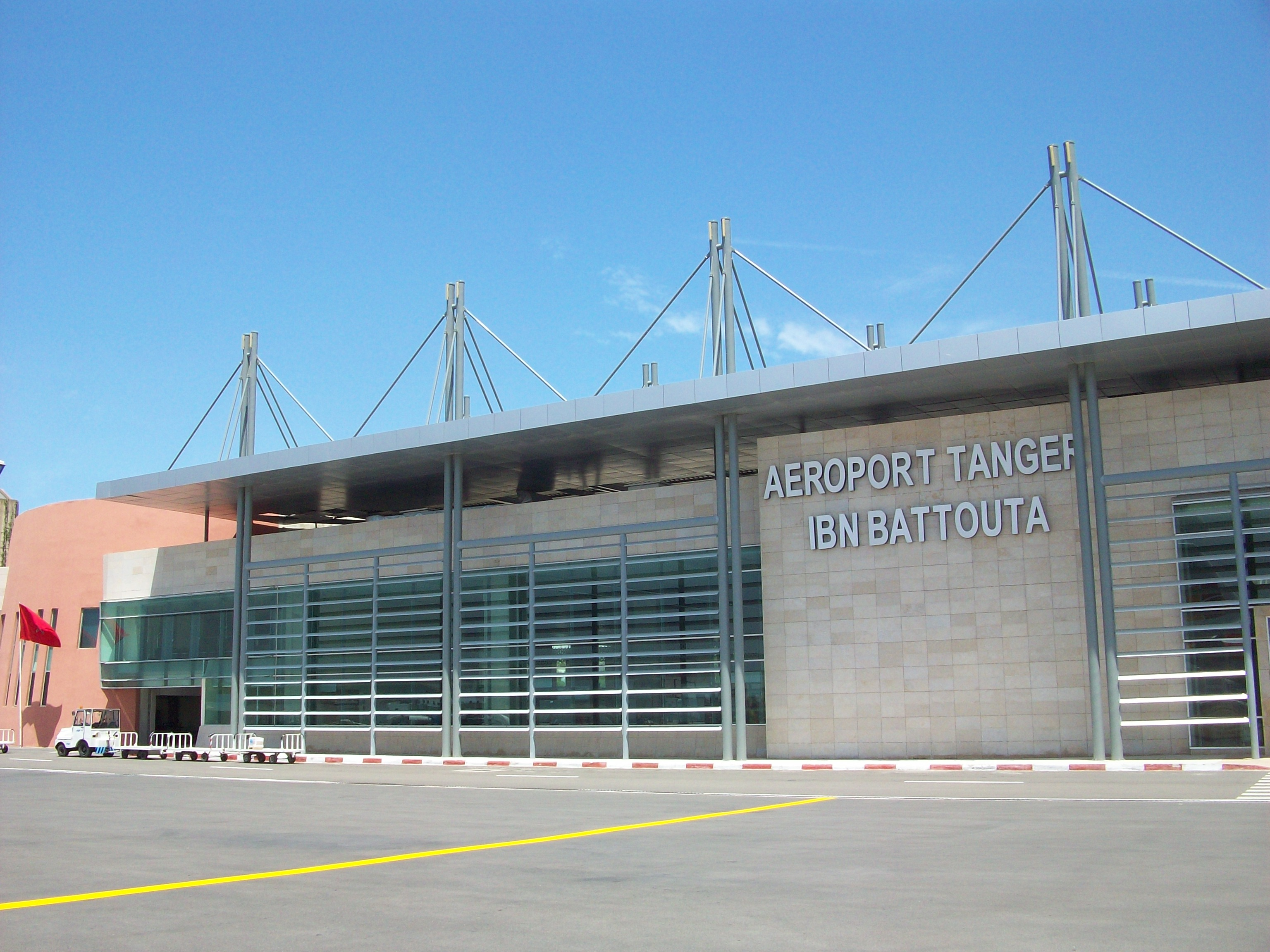
L’aeroporto di Tangeri-Ibn Battuta.

La ferrovia collega Tangeri alle città di Rabat, Casablanca (tramite una linea ad alta velocità) e Marrakech a sud, e a Meknès, Fez e Oujda a est.
L'autostrada, operativa dal 2005, collega Tangeri a Rabat e ad altre importanti città marocchine. L'aeroporto di Tangeri-Ibn Battuta si trova a Boukhalef, 15 chilometri a sud-ovest del centro città, e la sua capacità è stata recentemente aumentata a 1,5 milioni di passeggeri all'anno. La sua capacità aumenterà a 3,2 milioni di passeggeri all'anno con l'inaugurazione del Terminal 3.
Linee regolari di traghetti collegano Tangeri ad Algeciras, Tarifa e Barcellona in Spagna, nonché a Sète, Marsiglia in Francia, e Genova in Italia.
Importante stabilimento balneare, Tangeri offre un'infrastruttura turistica variegata, con hotel e altri servizi, una lunga spiaggia di oltre 7 km e una medina (città vecchia) dove prospera l'artigianato, che offre in particolare prodotti in pelle, legno, argenteria, abiti tradizionali e scarpe.
Con l'apertura del porto di Tangeri Med, la città si è affermata come crocevia del commercio marittimo internazionale. Dal maggio 2010, la maggior parte del traffico marittimo è stata trasferita al porto di Tangeri Méditerranée (Tangeri Med), situato a circa quaranta chilometri a est di Tangeri. Il porto turistico di Tangeri Ville si trova di fronte alla Kasbah.
Gli anni 2007 e 2008 sono stati caratterizzati dal completamento di numerosi progetti importanti, tra cui il secondo porto di Tangeri Mediterraneo e le sue zone industriali, lo stadio Ibn Battuta da 45.000 posti, un centro commerciale, infrastrutture turistiche, lo sviluppo del centro città e la creazione di nuove linee autostradali e ferroviarie. La LGV Casablanca-Tangeri è stata progettata per ridurre i tempi di percorrenza verso Casablanca, la capitale economica del paese.
La LGV Casablanca-Tangeri, inaugurata il 15 novembre 2018, collega ora Tangeri a Casablanca (350 chilometri) via Rabat in appena 1 ora e 30 minuti invece delle 5 ore e 30 minuti precedenti.
Infine, l'agricoltura nella regione di Tangeri è prevalentemente cerealicola e soddisfa le esigenze del settore terziario.

## Infrastrutture e trasporti

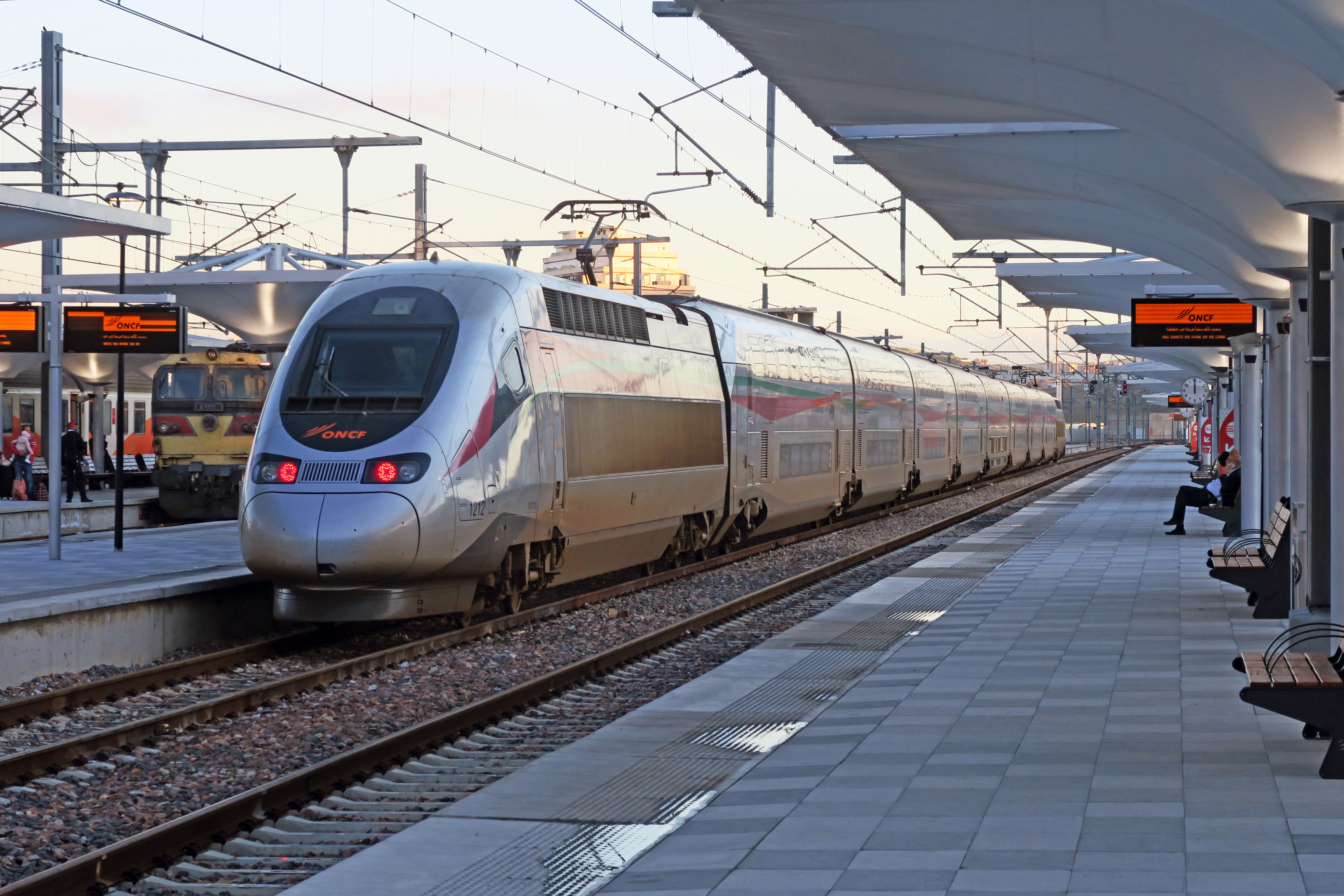
Treno al alta velocità Al Boraq RGV2N2 nella stazione di Tangeri-Ville.

Le linee ferroviarie collegano la stazione di Tangeri-Ville con Rabat, Casablanca e Marrakech a sud, e con Fès e Oujda a est. Il servizio è gestito da ONCF. Nel novembre 2018 è stato inaugurato il primo treno ad alta velocità africano, la linea ferroviaria ad alta velocità Kenitra-Tangeri, che collega Tangeri a Casablanca in 2 ore e 10 minuti. Entro il 2020 sono previsti miglioramenti tra Casablanca e Kenitra per ridurre ulteriormente il viaggio a 1 ora e 30 minuti.
La superstrada Rabat-Tangeri collega Tangeri a Fès via Rabat per 250 km (155 mi) e Settat via Casablanca per 330 km (205 mi) e il porto di Tangeri Med. L'aeroporto internazionale Ibn Battuta (precedentemente noto come Tangeri-Boukhalef) si trova a 15 km (9 mi) a sud-ovest del centro città.
Il nuovo porto di Tangeri-Med è gestito dalla società danese A.P. Møller - Mærsk e libererà il vecchio porto per lo sviluppo turistico e ricreativo. Diversi traghetti al giorno collegano il terminal dei traghetti di Tangeri-Ville a Tarifa e Tangeri Med ad Algeciras. Due partenze a settimana collegano Tangeri Med direttamente a Gibilterra.
L'aeroporto internazionale Ibn Battuta di Tangeri e il tunnel ferroviario fungeranno da porta d'accesso alla Riviera marocchina, la zona costiera tra Tangeri e Oujda. Tradizionalmente, la costa settentrionale era una roccaforte rurale, con alcune delle migliori spiagge del Mediterraneo. È destinata a un rapido sviluppo urbano. L'aeroporto internazionale Ibn Batouta è stato modernizzato per ospitare più voli. La compagnia aerea più grande dell'aeroporto è Royal Air Maroc.

## Amministrazione

### Gemellaggi
Tangeri è gemellata con:
- Faro, dal 1954
- Algeciras
- Cadice
- Biserta, dal 1976

## Galleria d'immagini

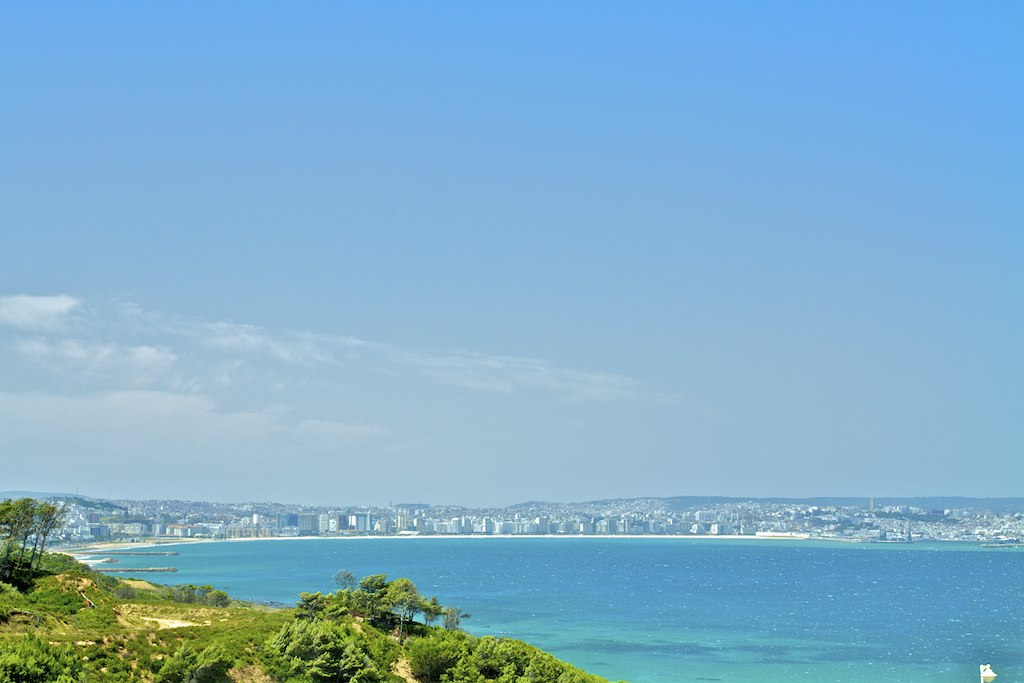
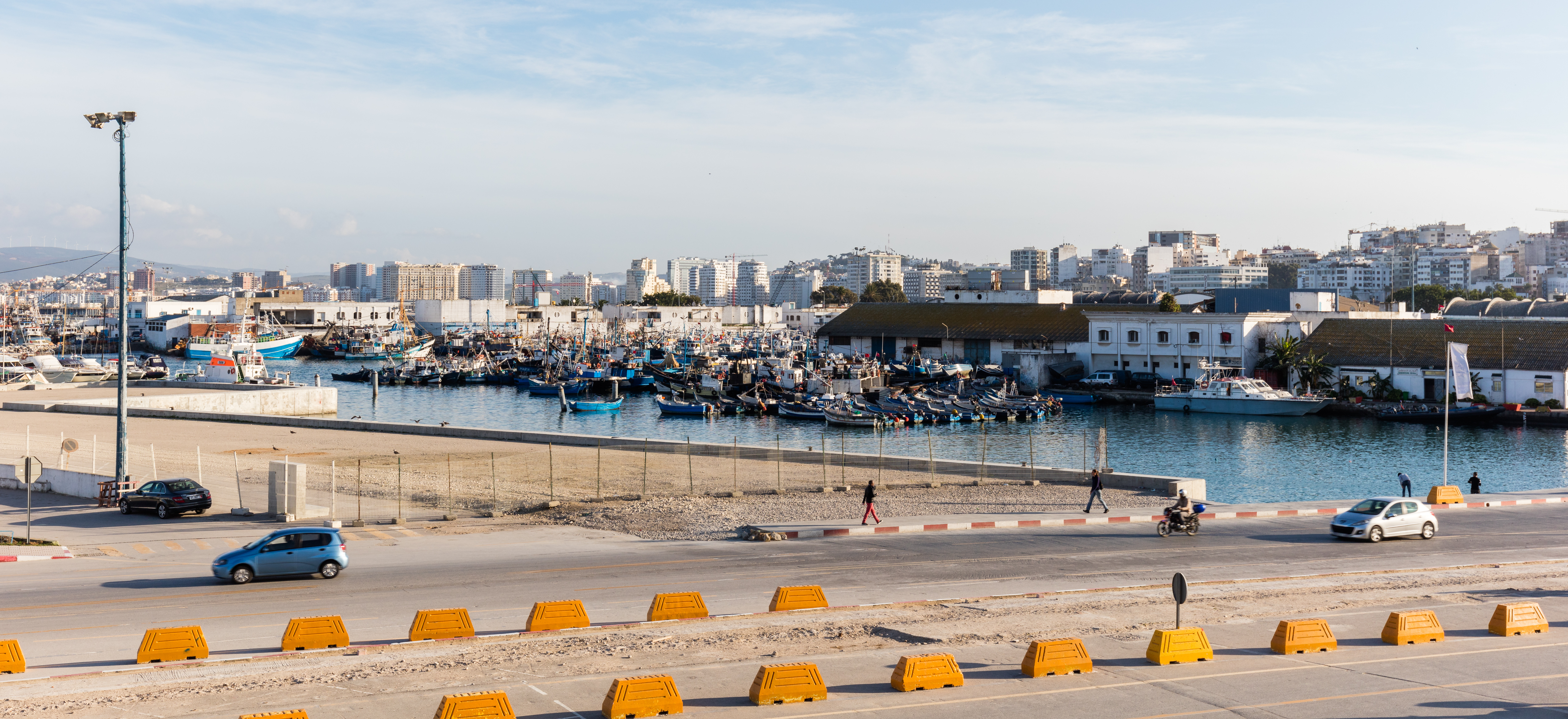
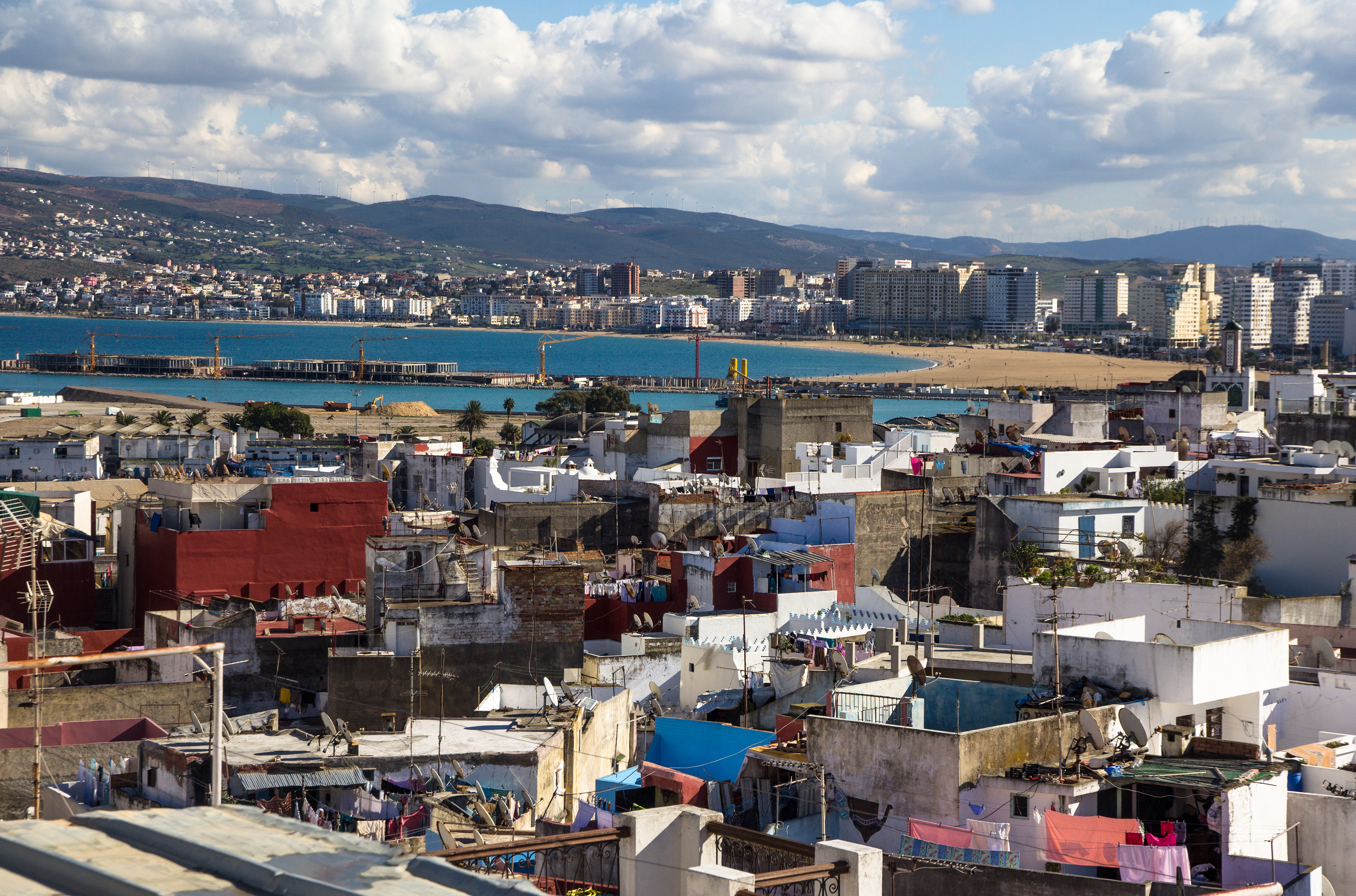
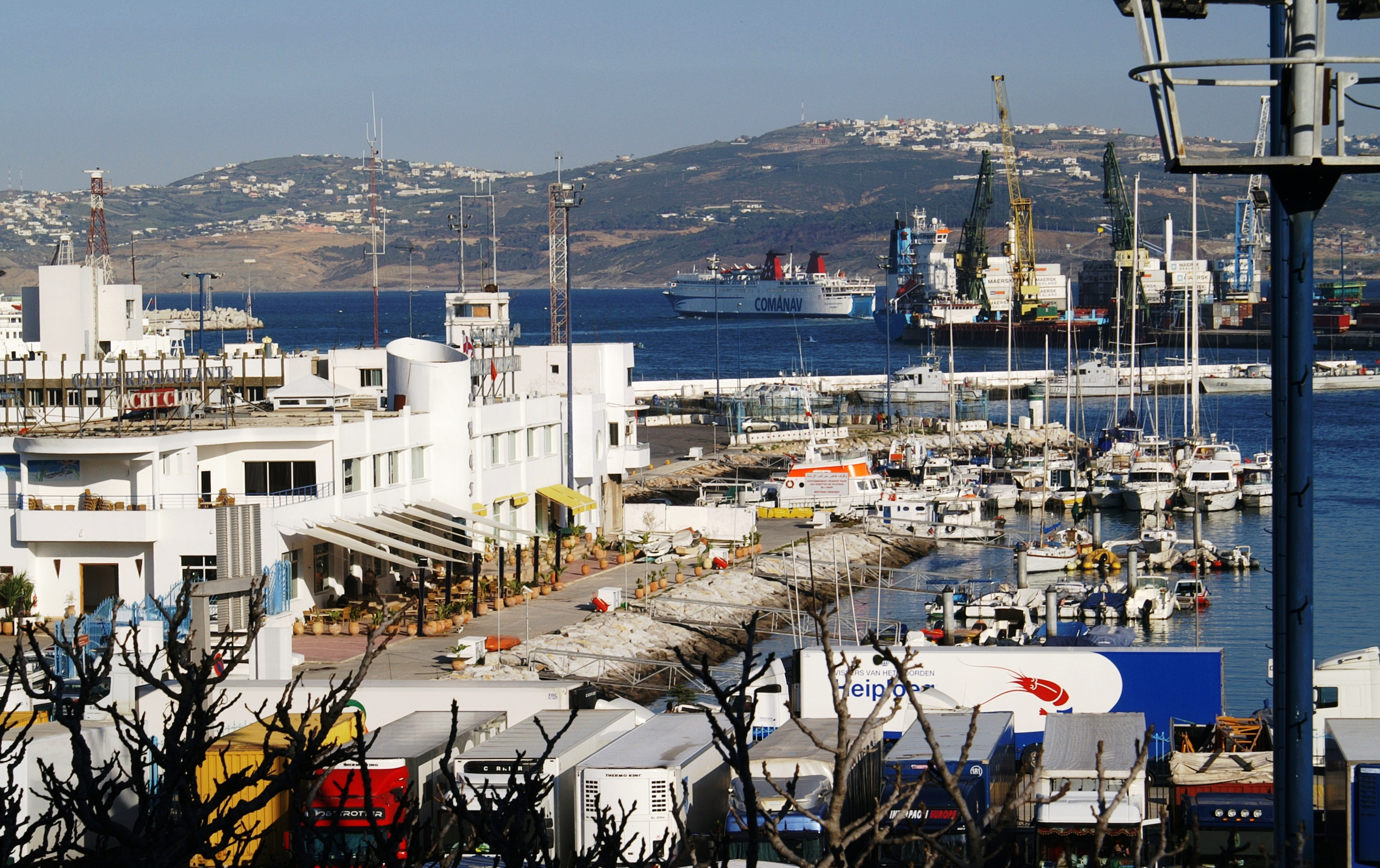
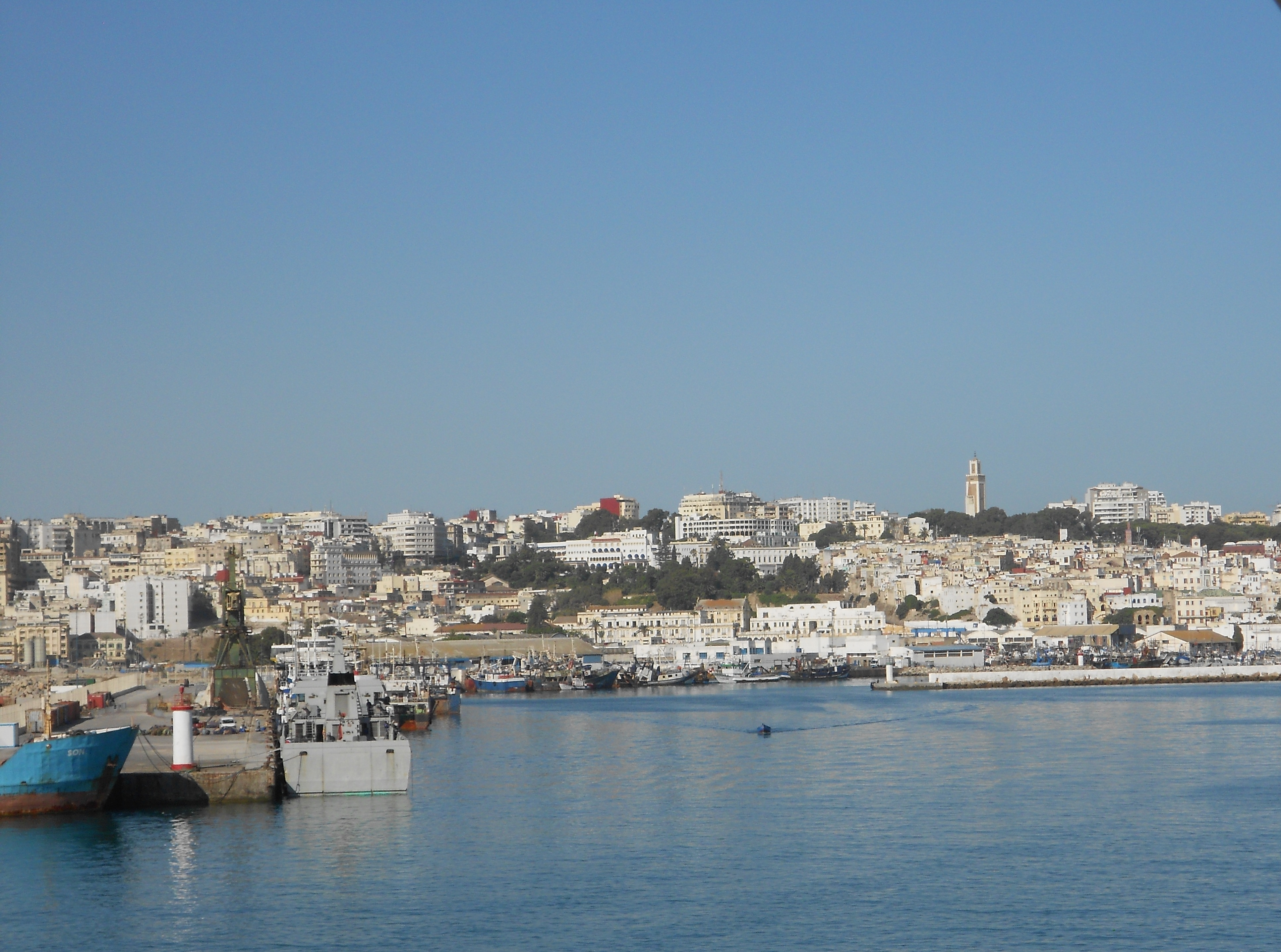
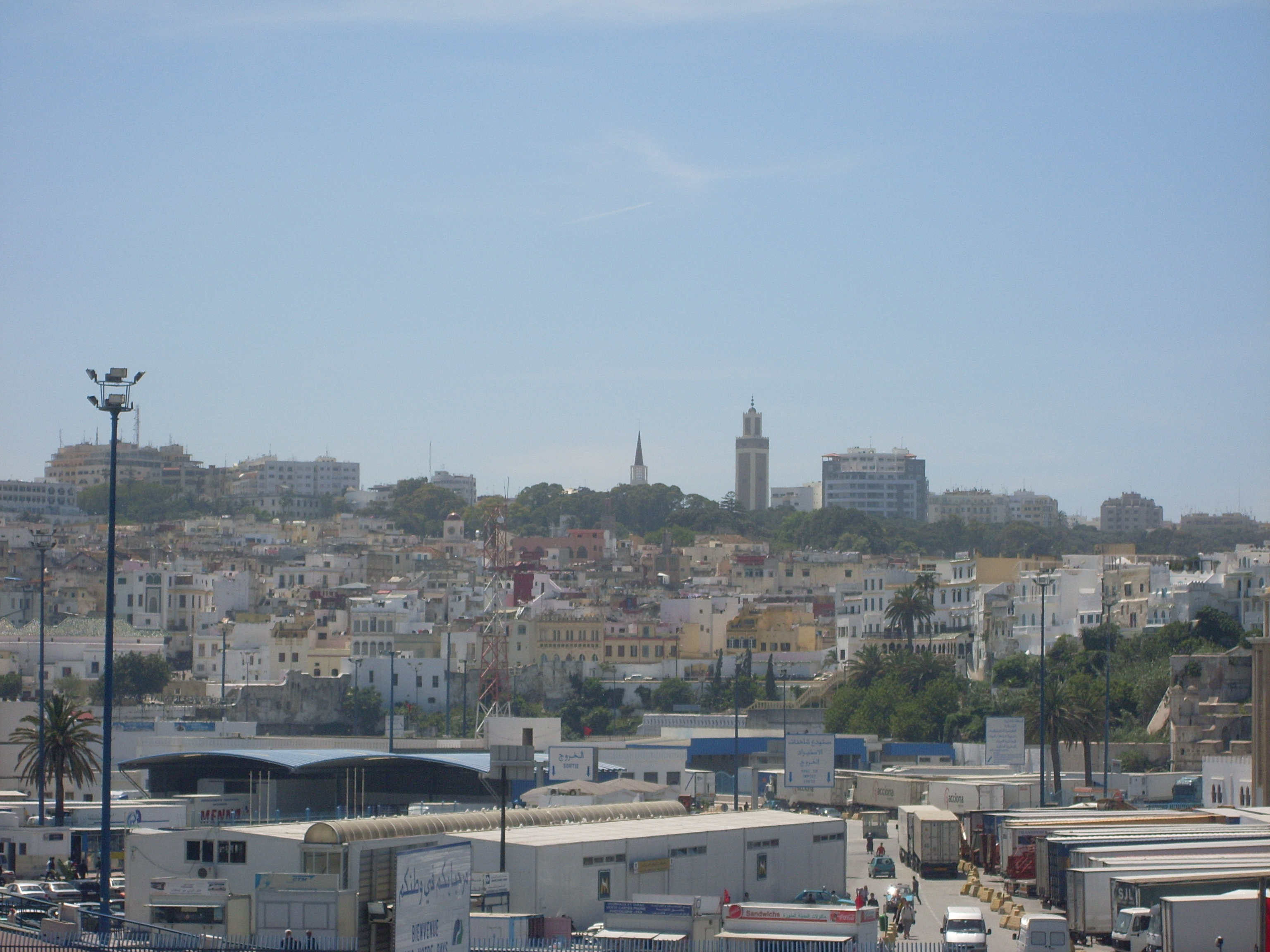
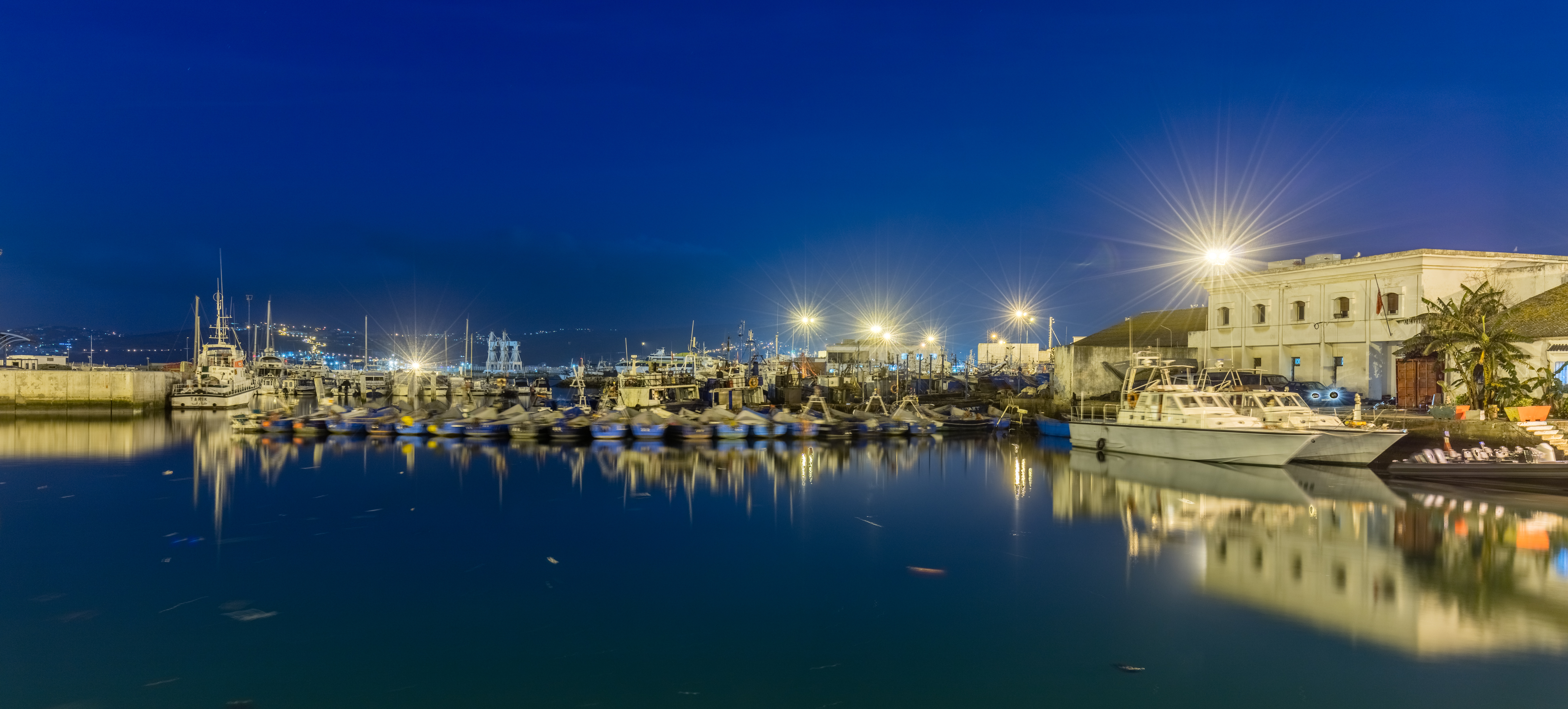
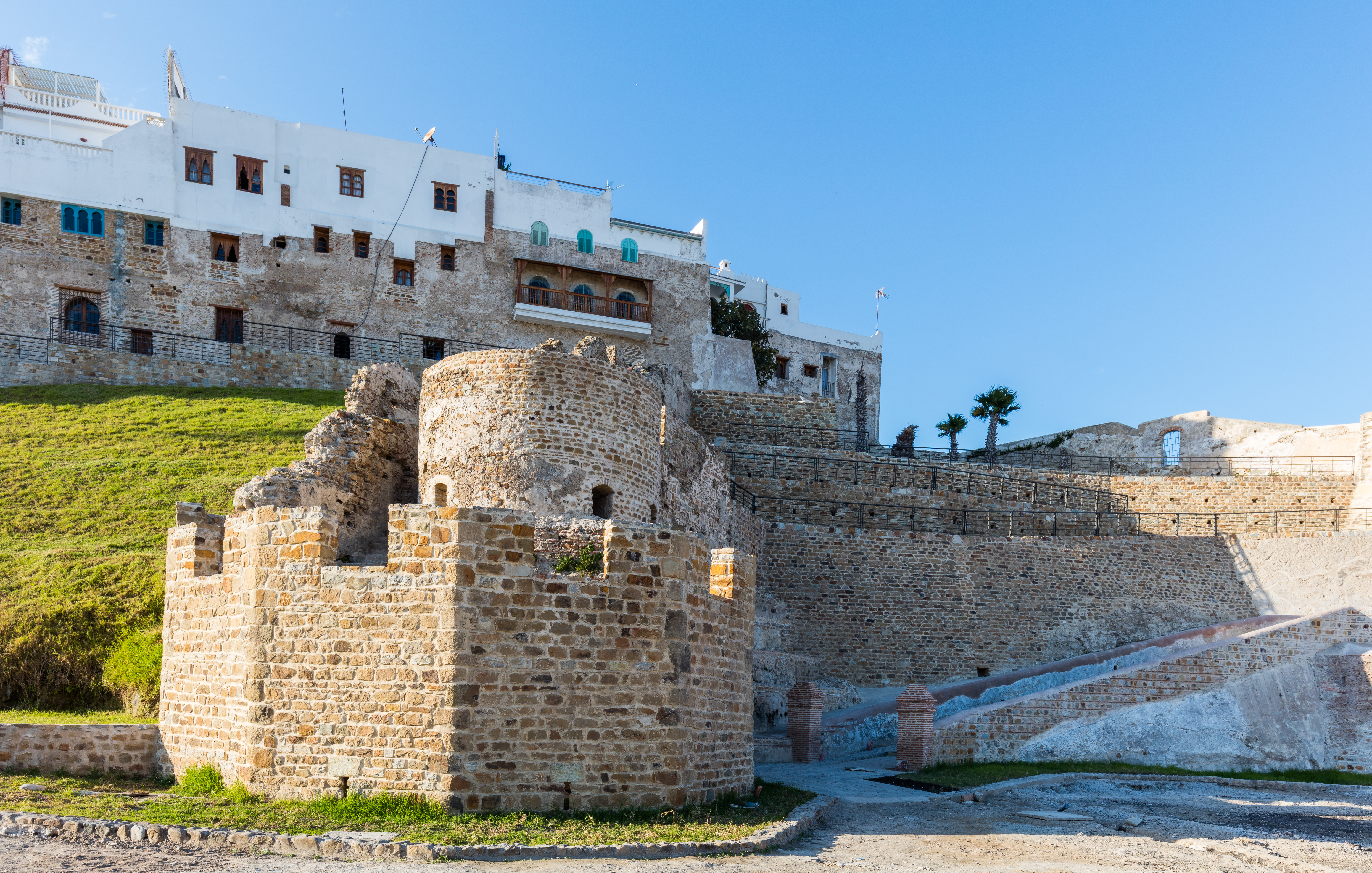
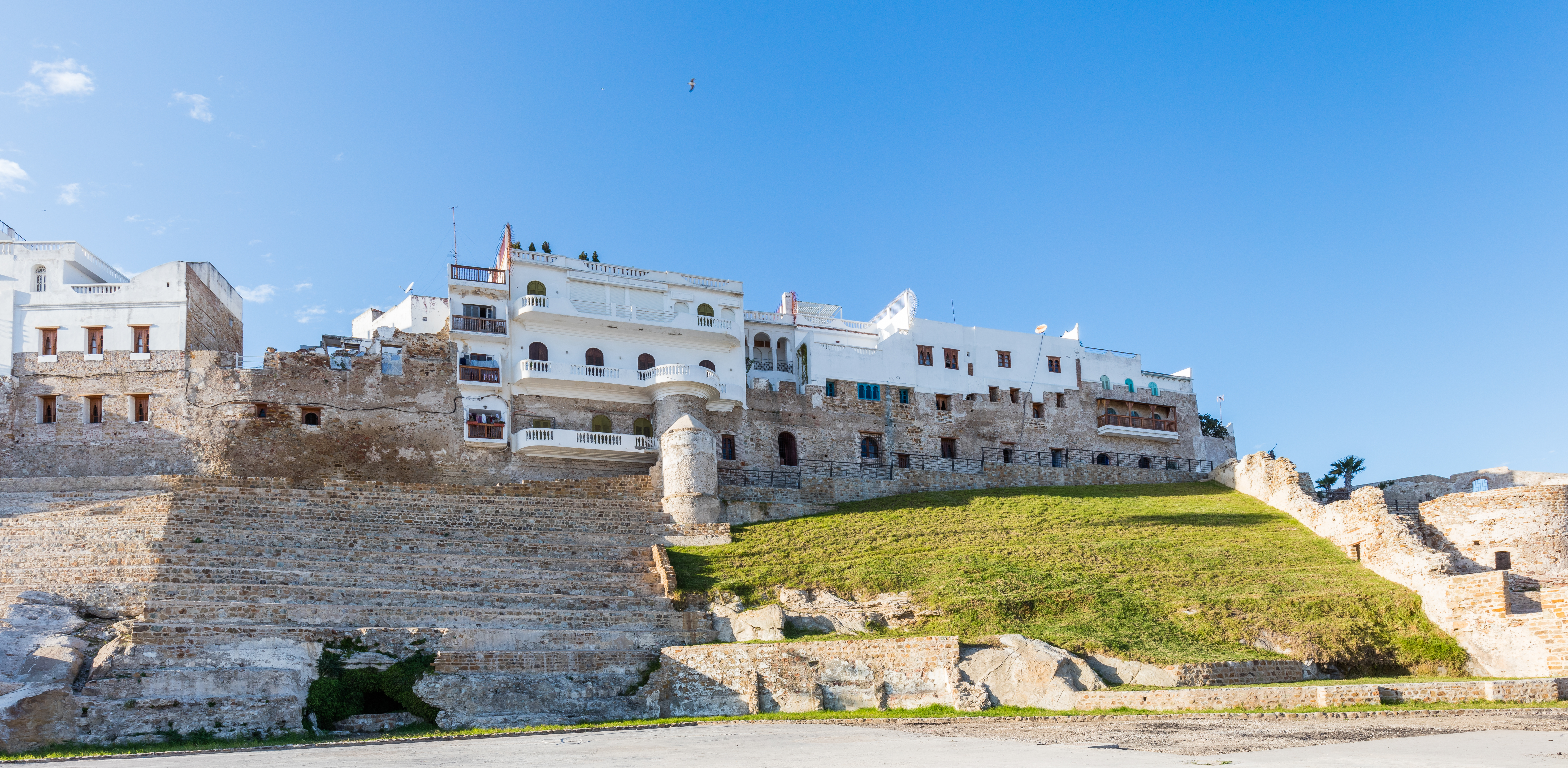
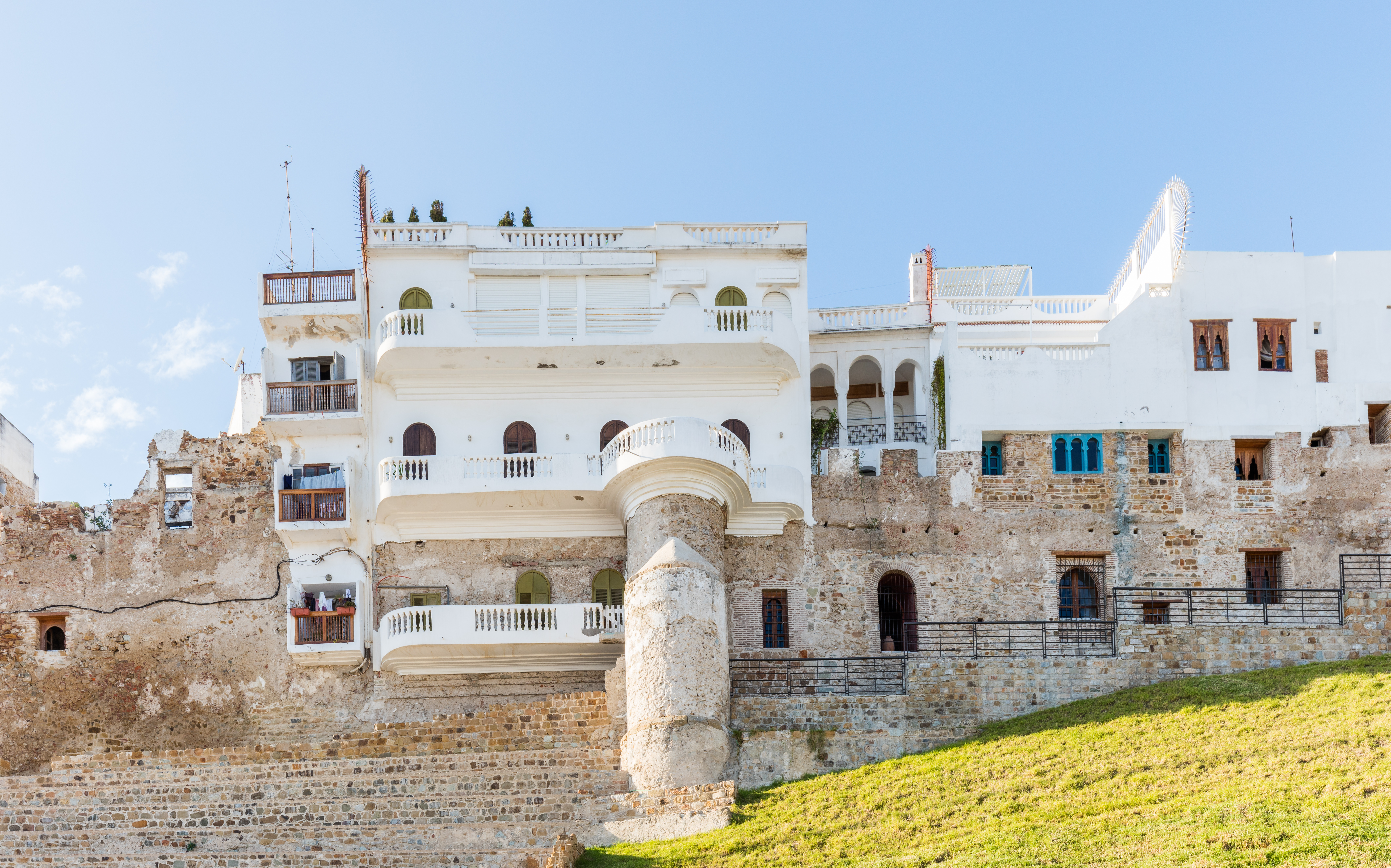
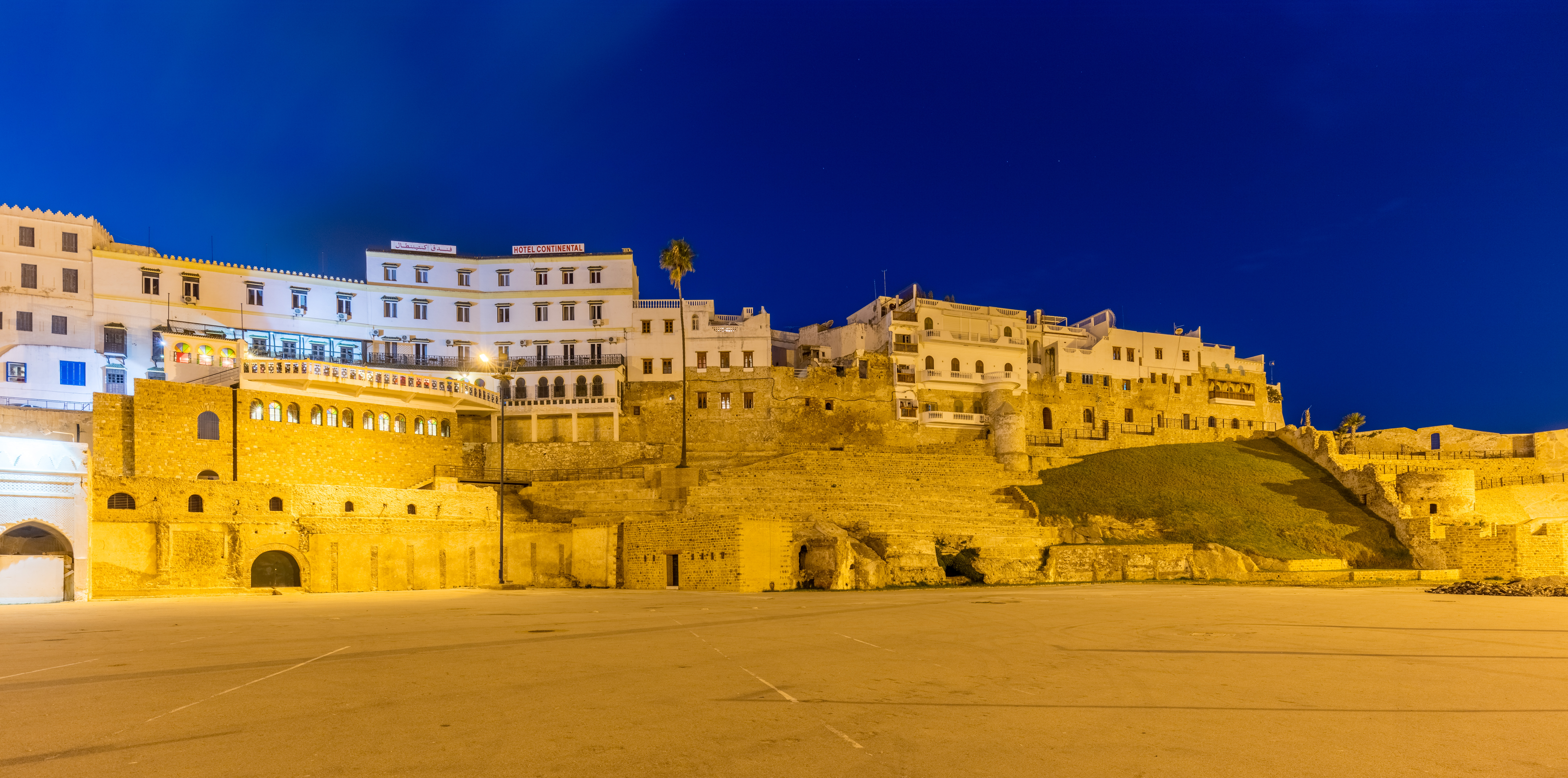
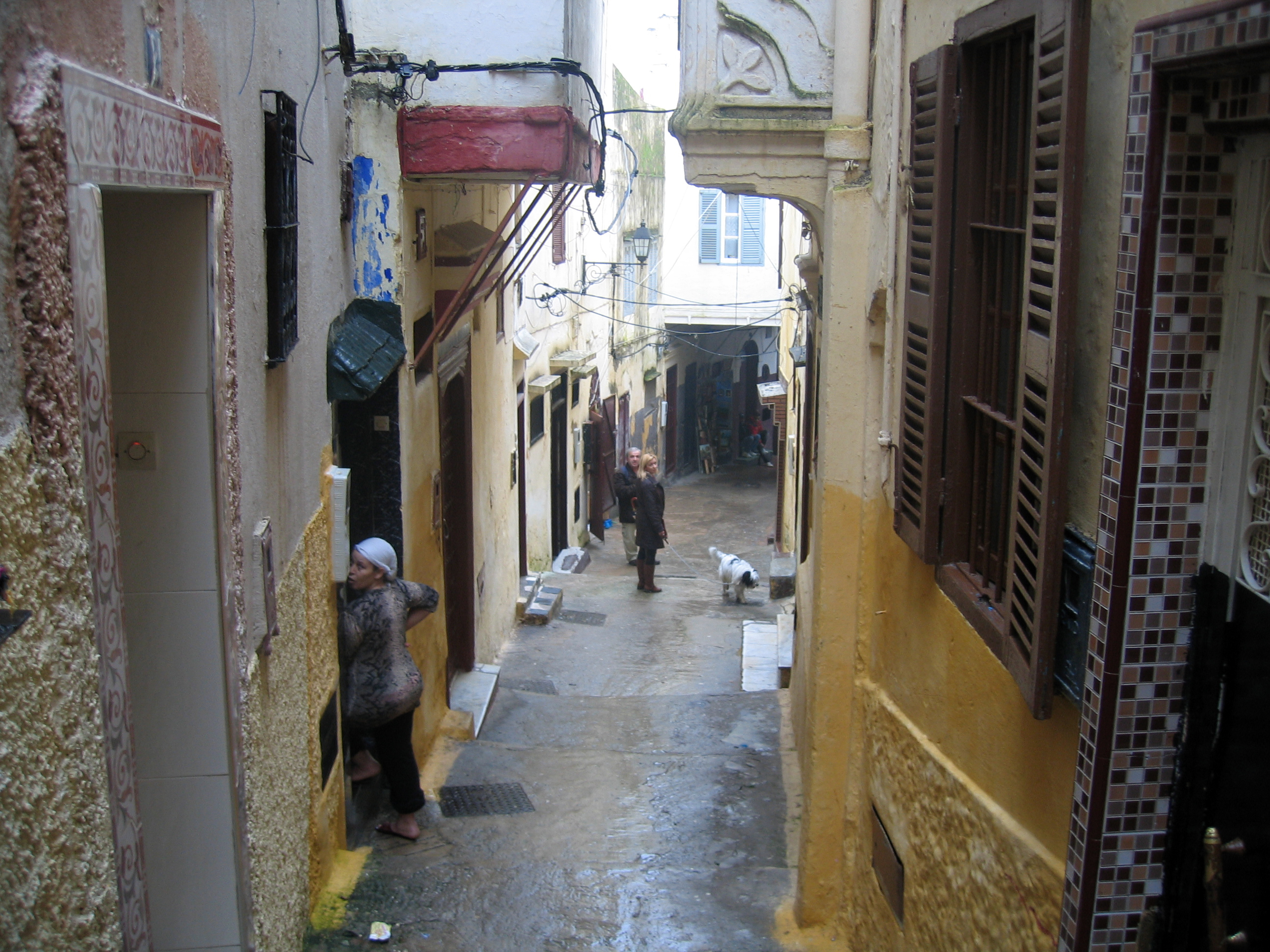
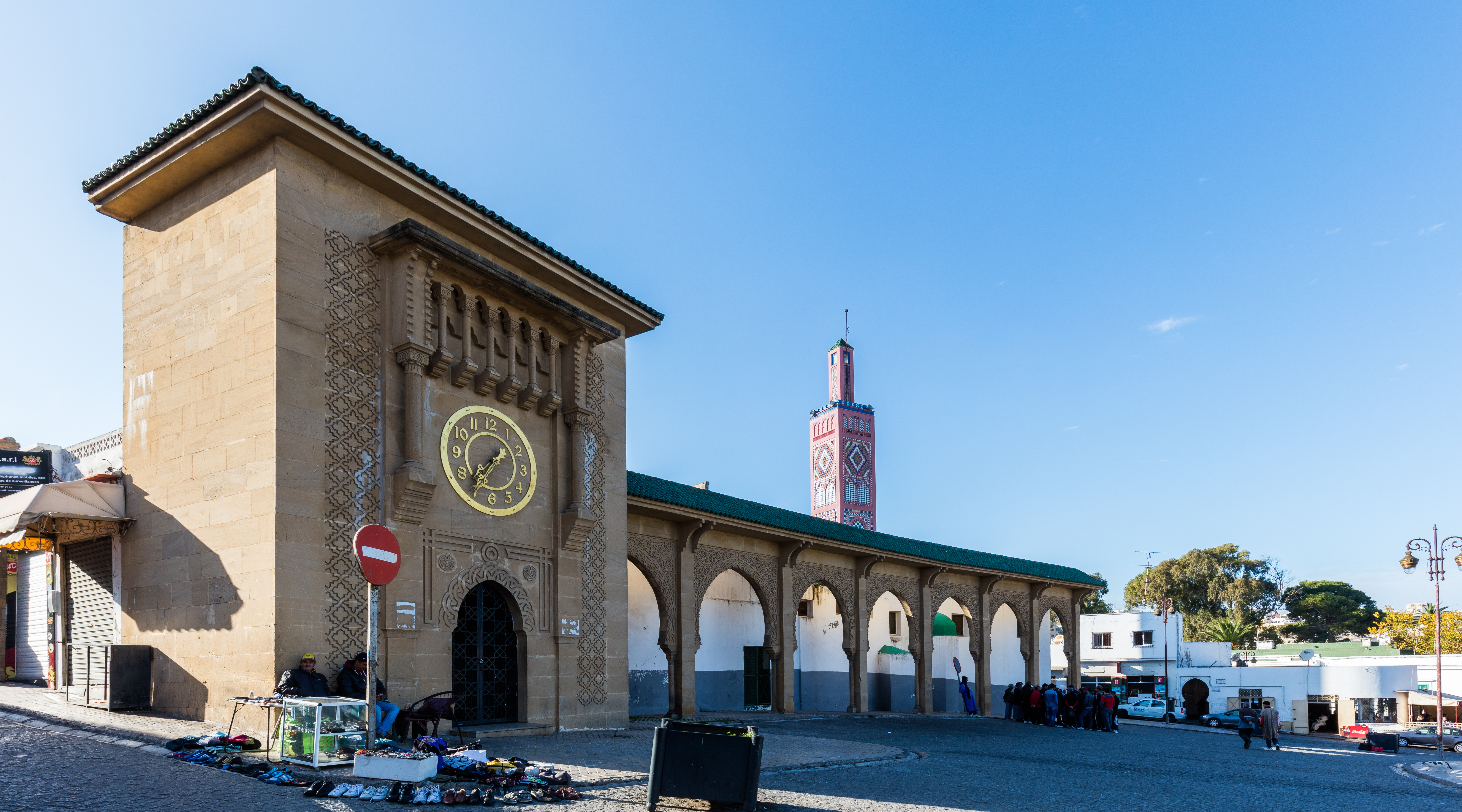
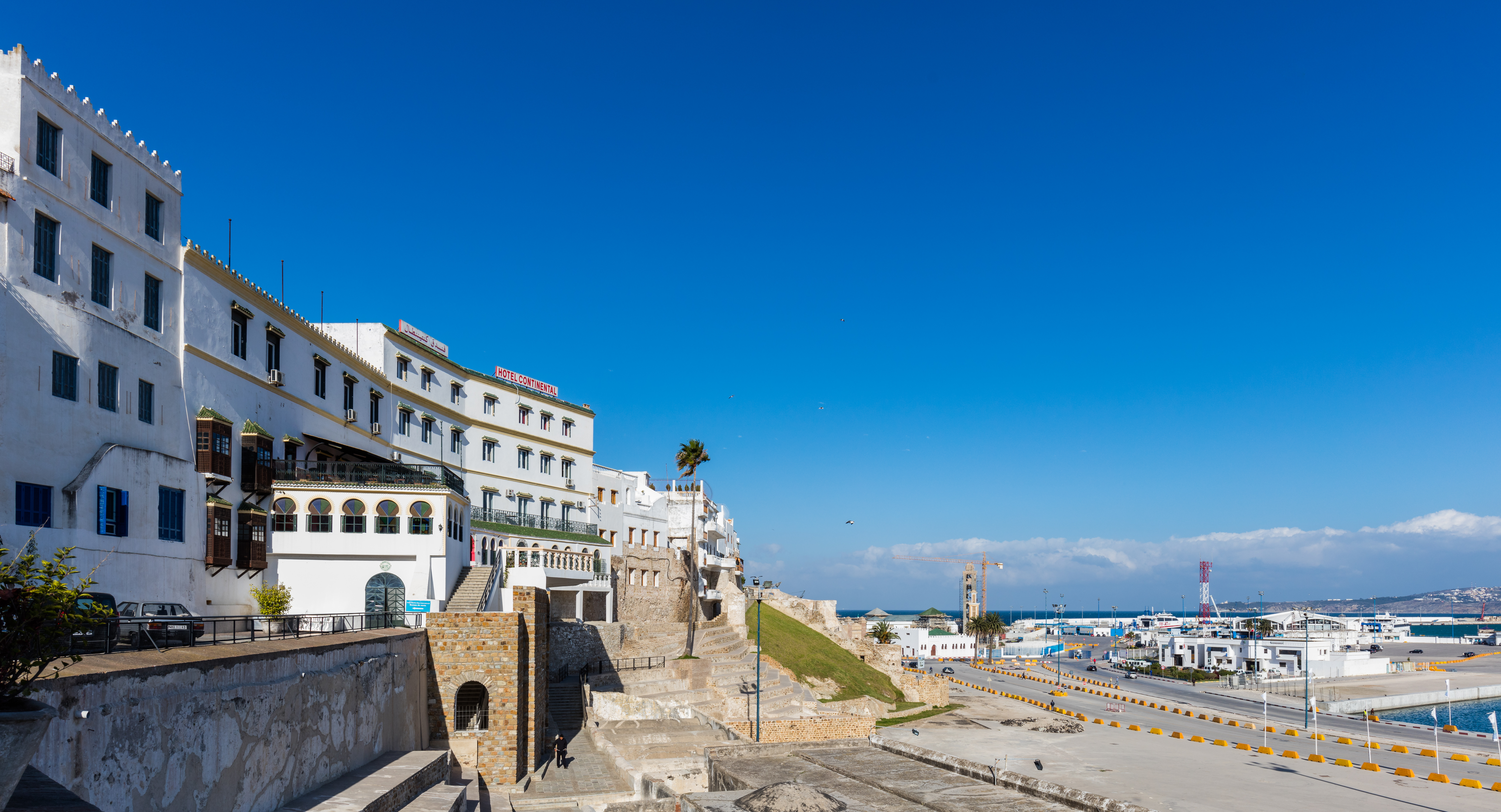
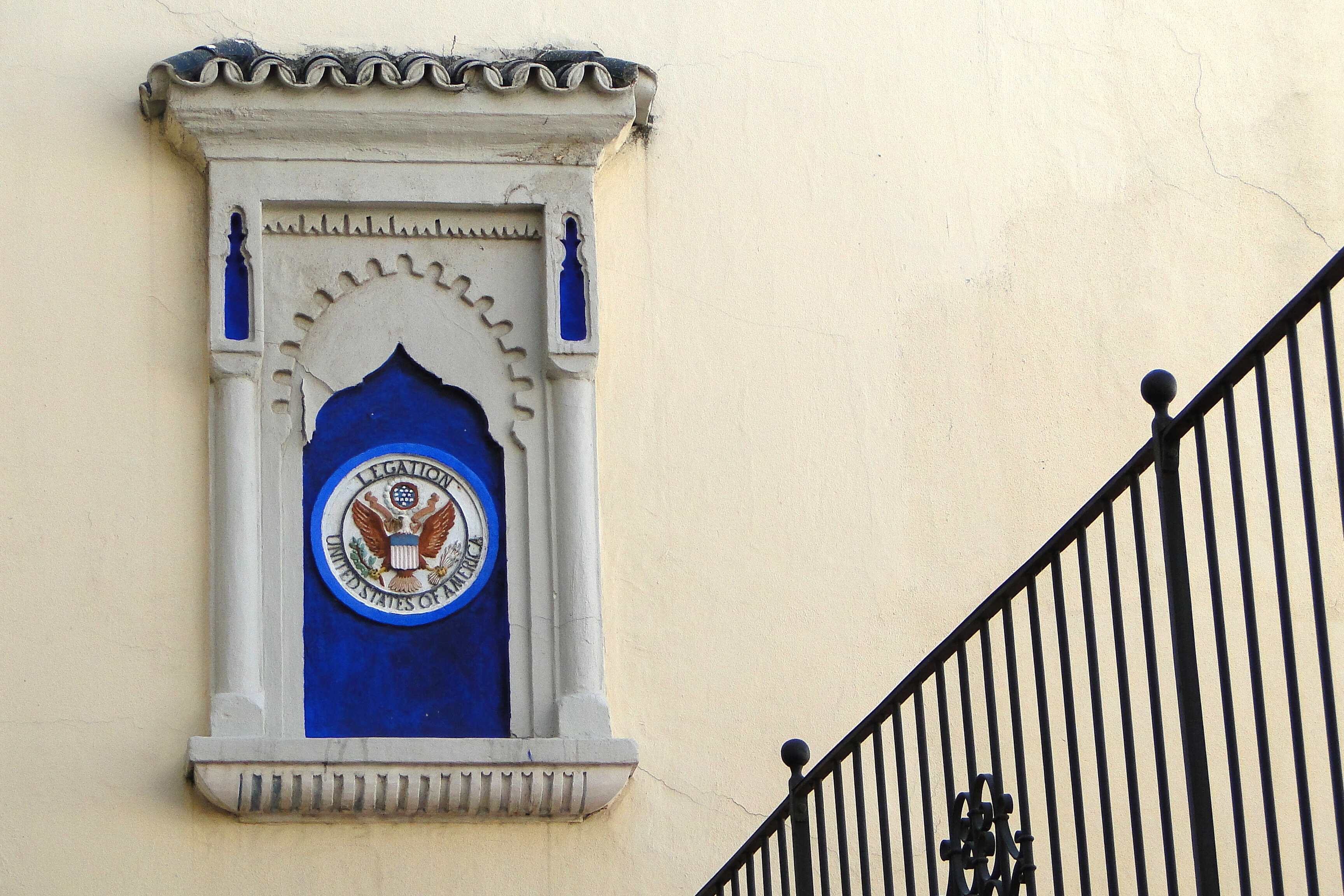
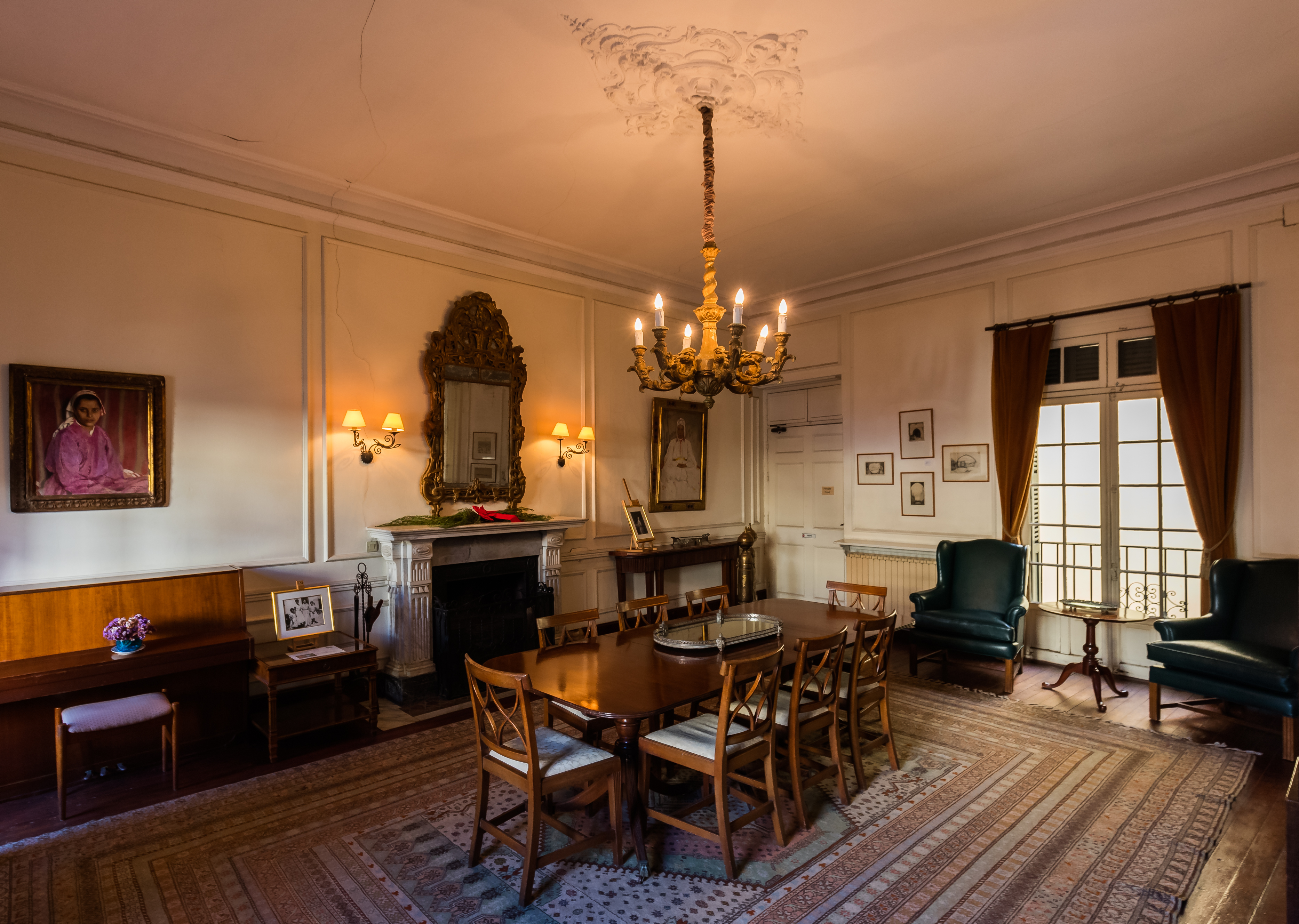
Interno del museo dell'Ambasciata americana
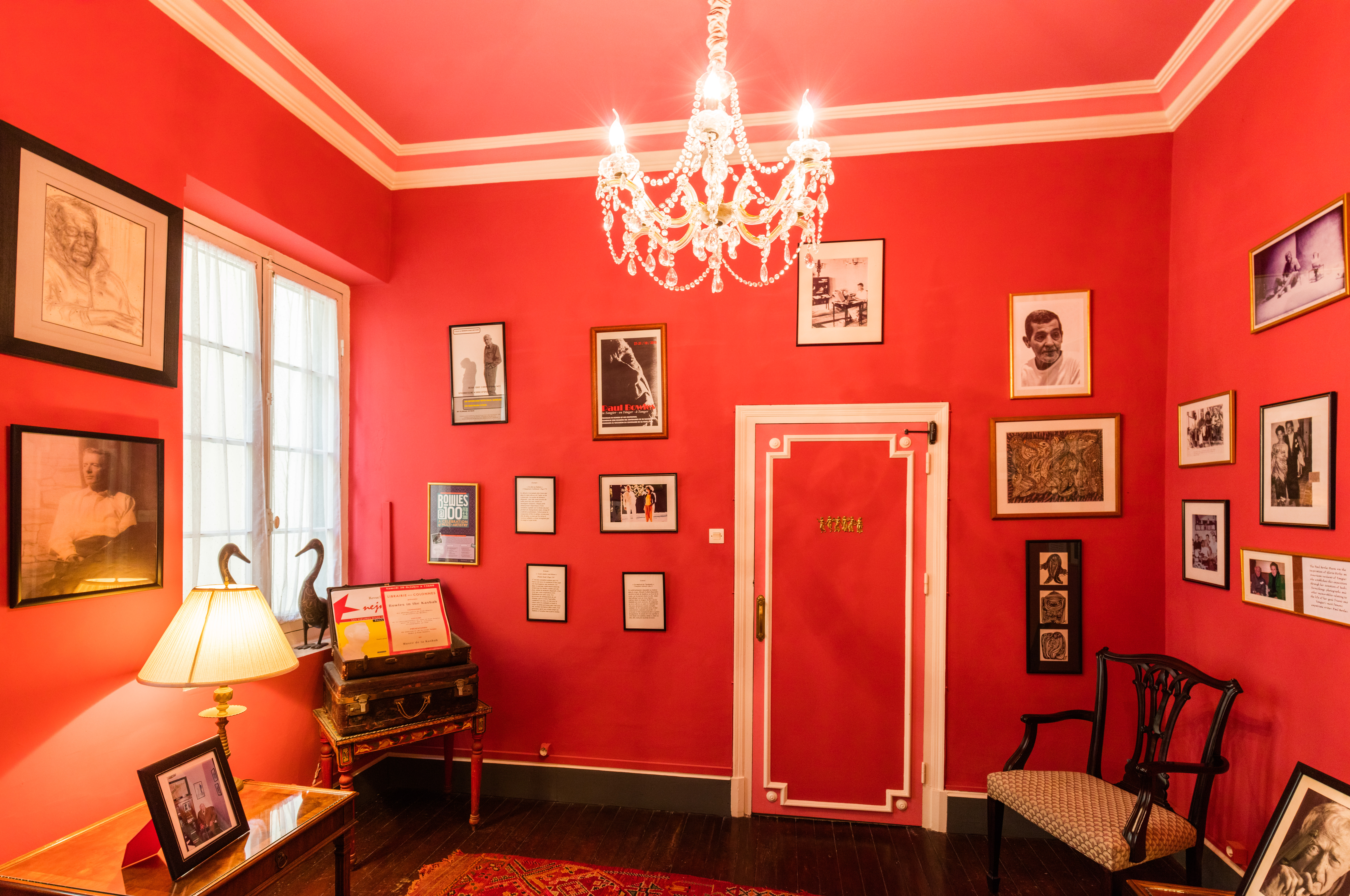
Interno del museo dell'Ambasciata americana
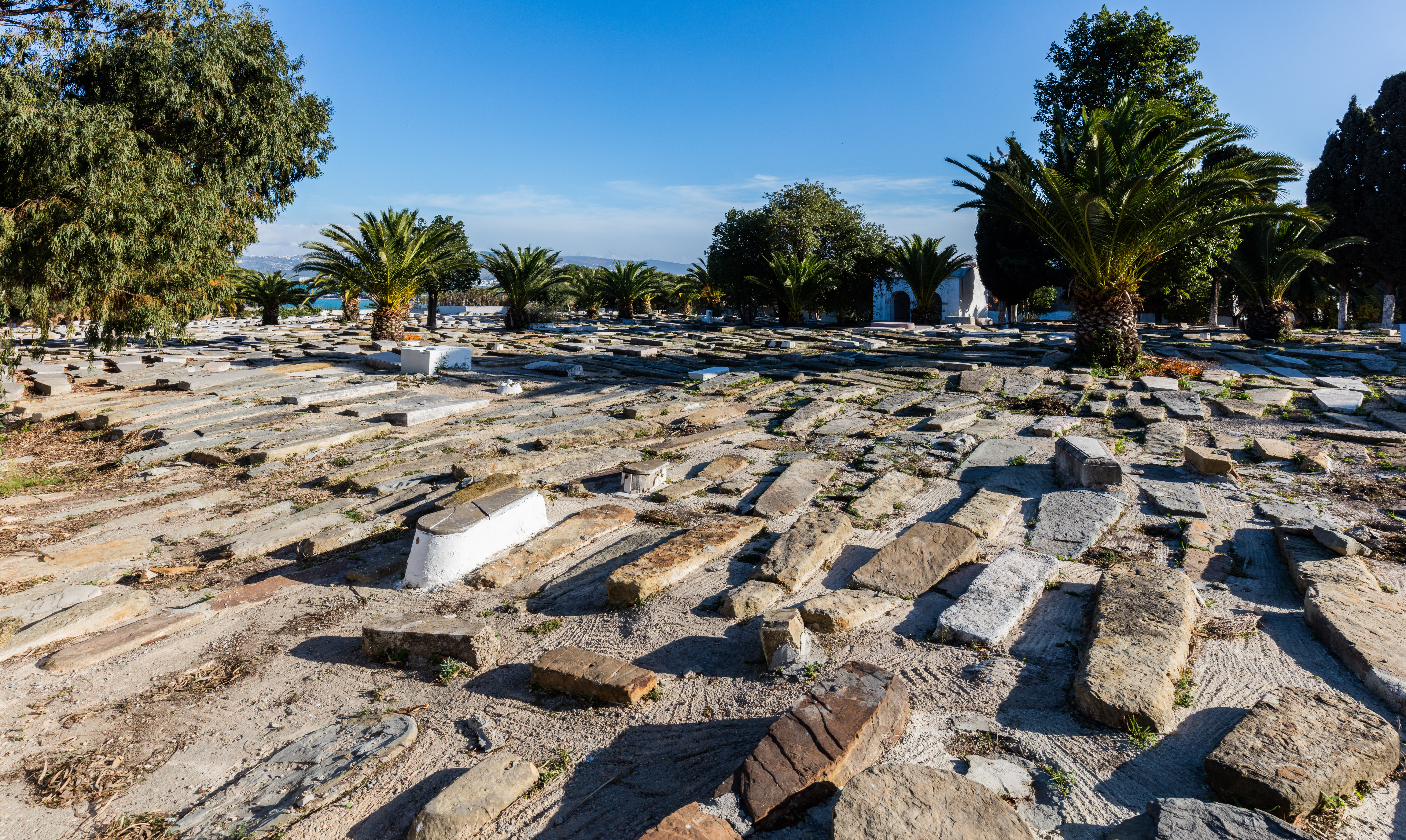
Cimitero ebraico
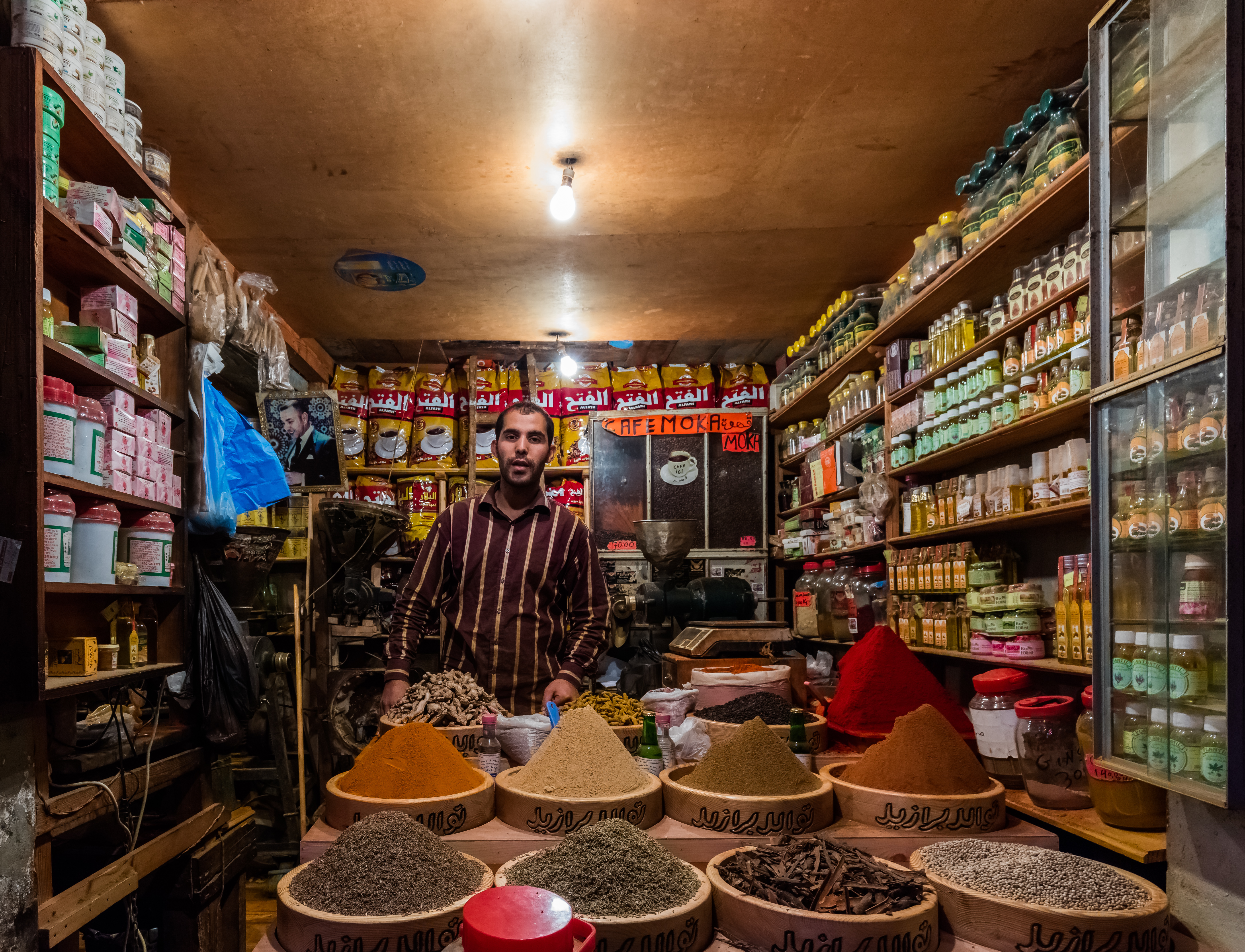
Commercio di spezie
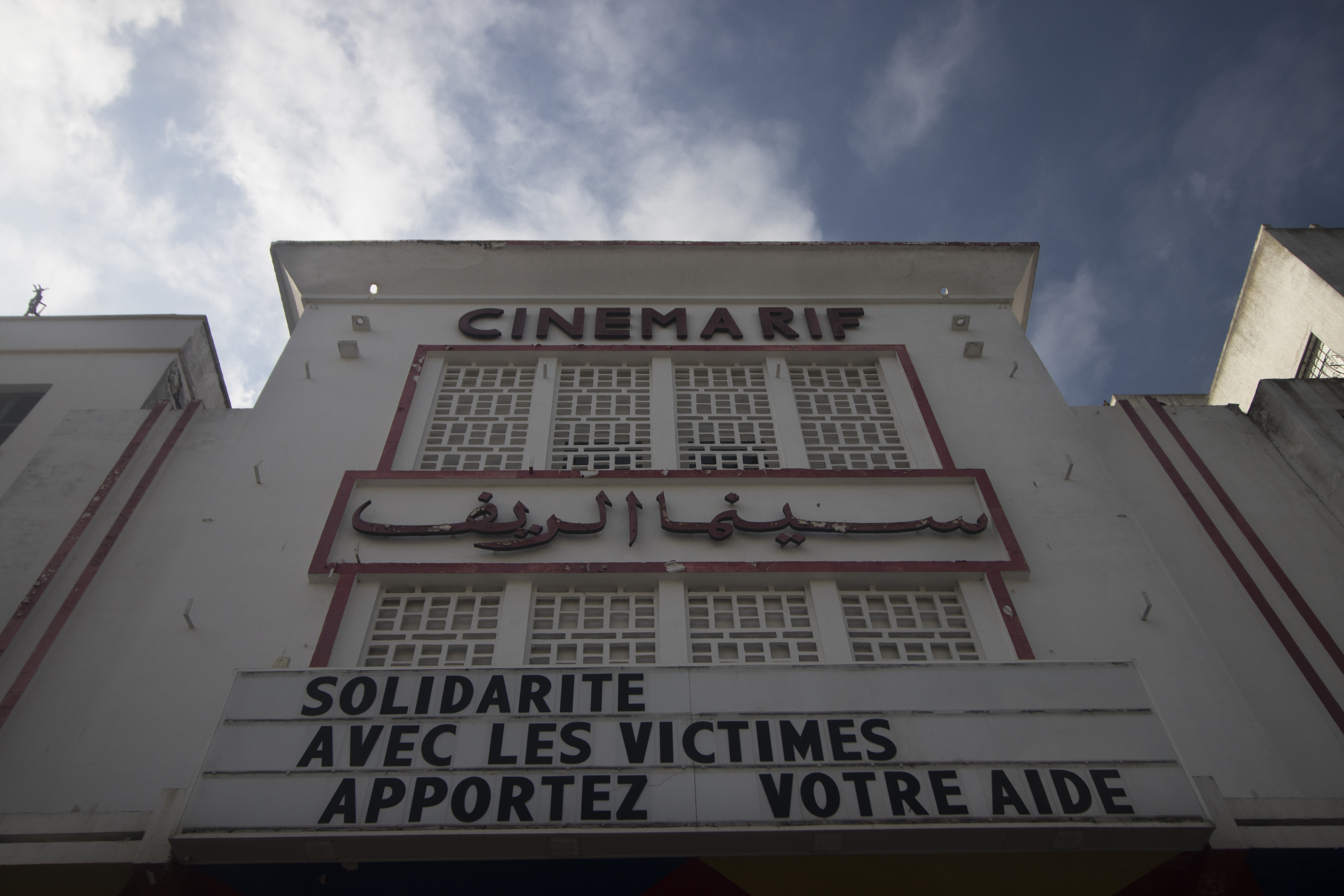
Cinema Rif in Tangeri con la dedica alle vittime del terremoto dell'8 settembre 2023
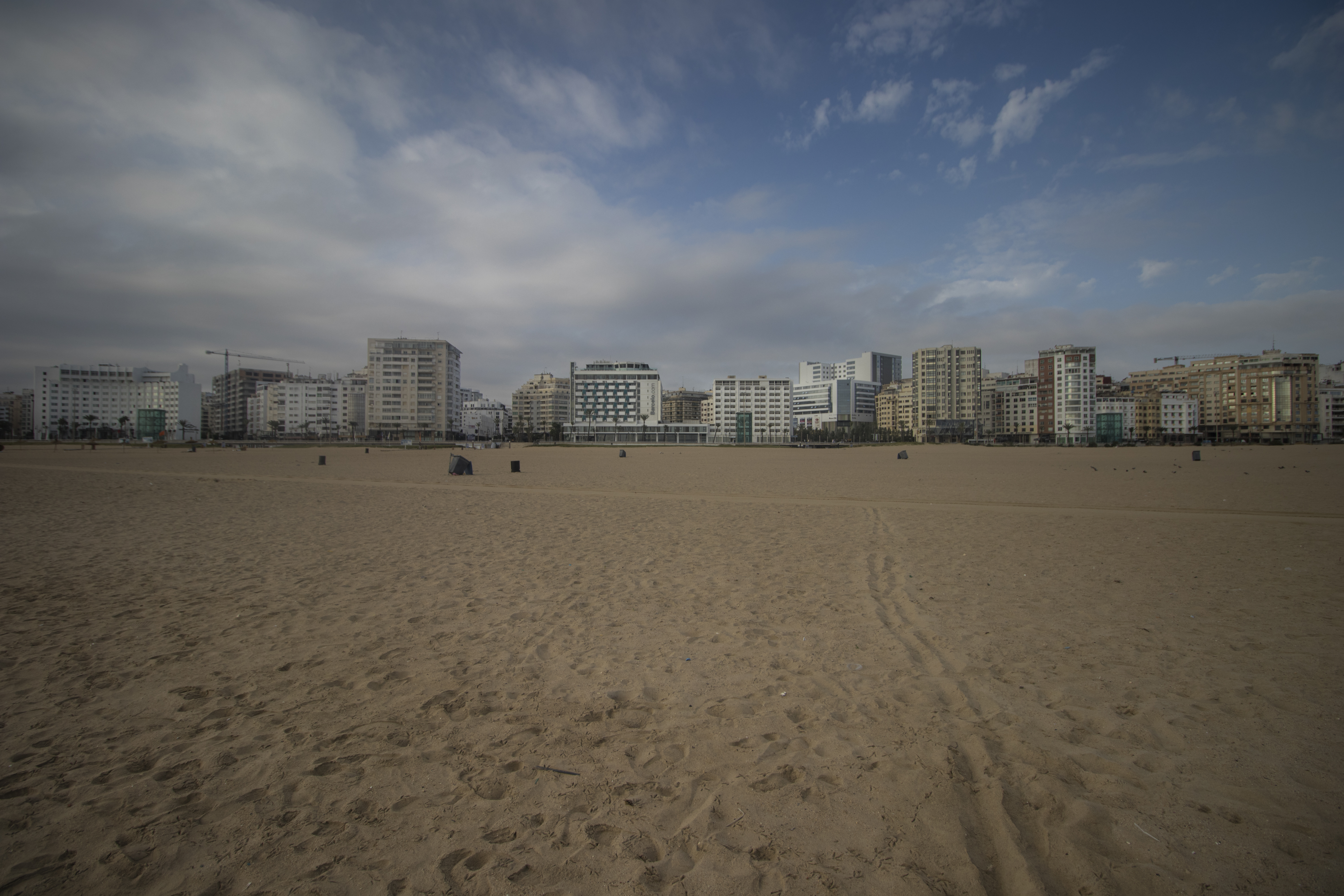
Una vista panoramica della città

## Tangeri nella letteratura
- (FR)  Tahar Ben Jelloun, Jour de silence à Tanger
- (FR)  Mohamed Choukri, Le pain nu
- (EN)  William S. Burroughs, Naked Lunch
- (EN)  William S. Burroughs, Interzone (visione fittizia di Tangeri).
- (EN)  Alec Waugh, The Loom of Youth, novella autobiografica
- (EN)  Francis Van Wyck Mason, Two Tickets to Tangier,
- (EN)  Modesty Blaise, striscia a fumetti.
- (EN)  Frank G. Carpenter, Carpenter's World Travels: From Tangier to Tripoli, guida turística (1927).
- (EN)  Paul Bowles, The Sheltering Sky (Il tè nel deserto), romanzo, 1949; Let It Come Down, novella ambientata nel periodo in cui Tangeri era città internazionale (1952)
- (ES)  Ángel Vázquez, La vida perra de Juanita Narboni, 1982.
- (ES)  Domingo Badía y Leblich (alias Ali Bey al-Abbasi), Viajes por Marruecos, descrive Tangeri all'inizio del XIX secolo.
- (ES)  Paulo Coelho, El Alquimista
- (ES)  Robert Wilson, El ciego de Sevilla
- (ES)  Ramón Buenaventura, El año que viene en Tánger, novella, 1998.
- (ES)  Leopoldo Ceballos, Historia de Tánger,
- (ES)  Rocío Rojas Marcos, Tánger. La Ciudad Internacional, 2009.
- (ES)  María Dueñas, El tiempo entre costuras, novella, 2009.
- (ES)  Oliverio Girondo, Tánger in Calcomanías, 1925.
- (ES)  Jorge Luis Borges, El Inmortal, nel libro El Aleph, 1949
- Carlos Varo, Rosa Mystica
- Carlo Parri, Rosario Greco o della normalità, 2012
- (IT) Vittorio Bodini, I misteri di Tangeri, Gazzetta del Mezzogiorno, n°298 del 28/10/1951, pag.3